# 정유공장

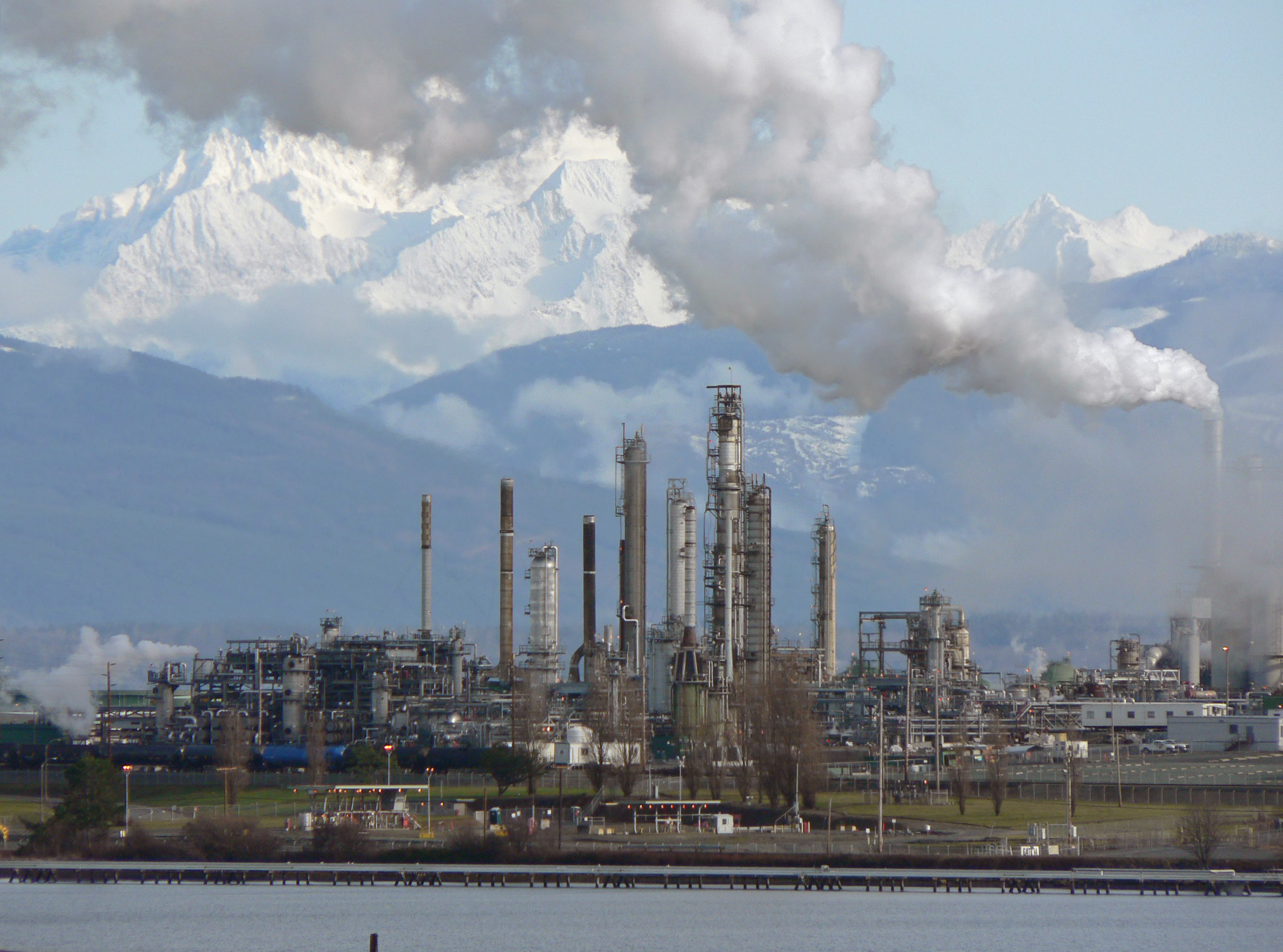
애나코티스 정유공장, 애나코티스 남동쪽 마르치 포인트 북쪽 끝, 워싱턴주, 미국

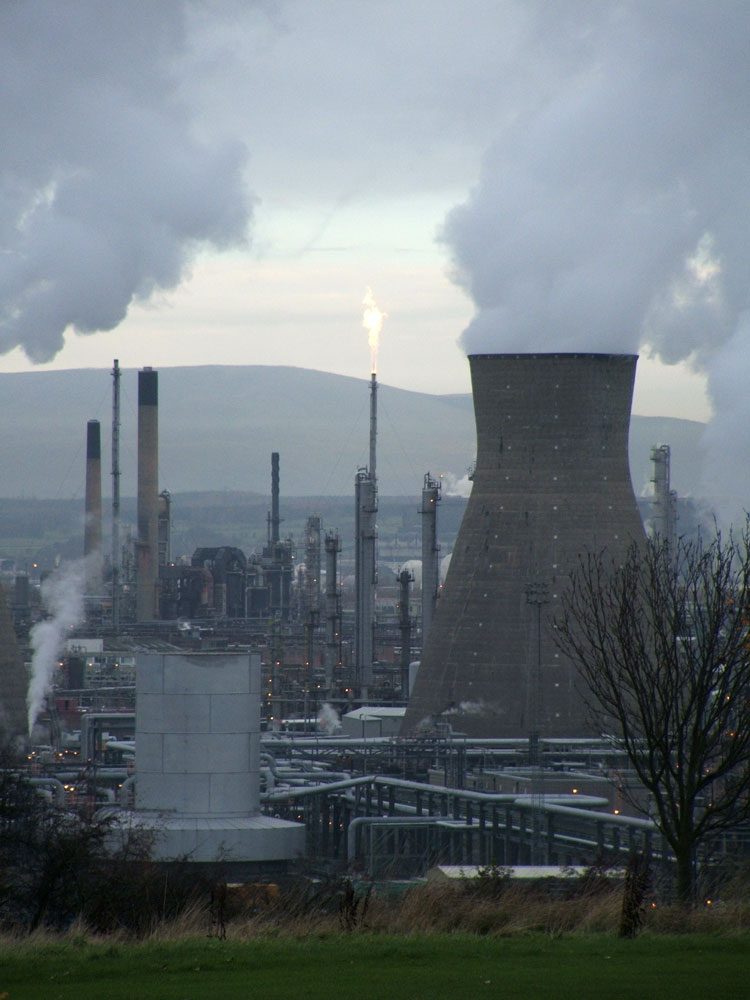
그랜지머스 정유공장, 스코틀랜드

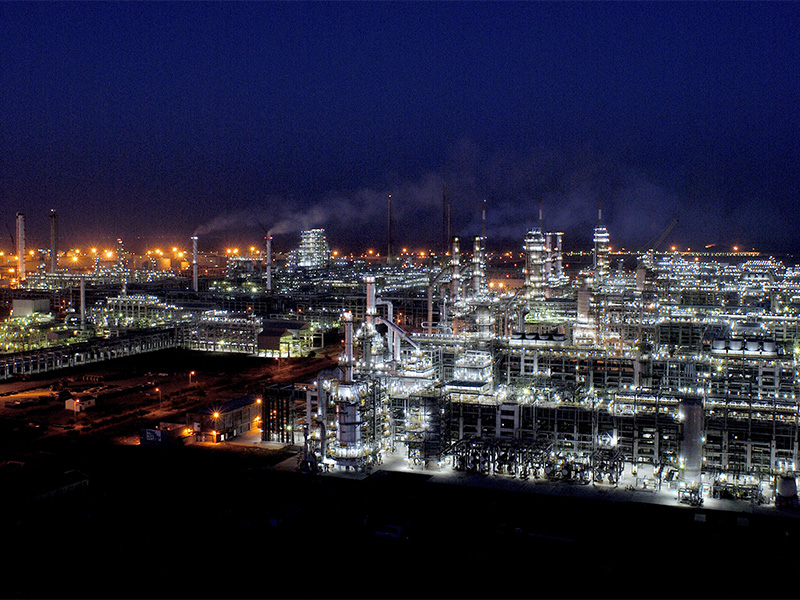
자므나가르 정유공장, 세계 최대 정유공장, 구자라트주, 인도

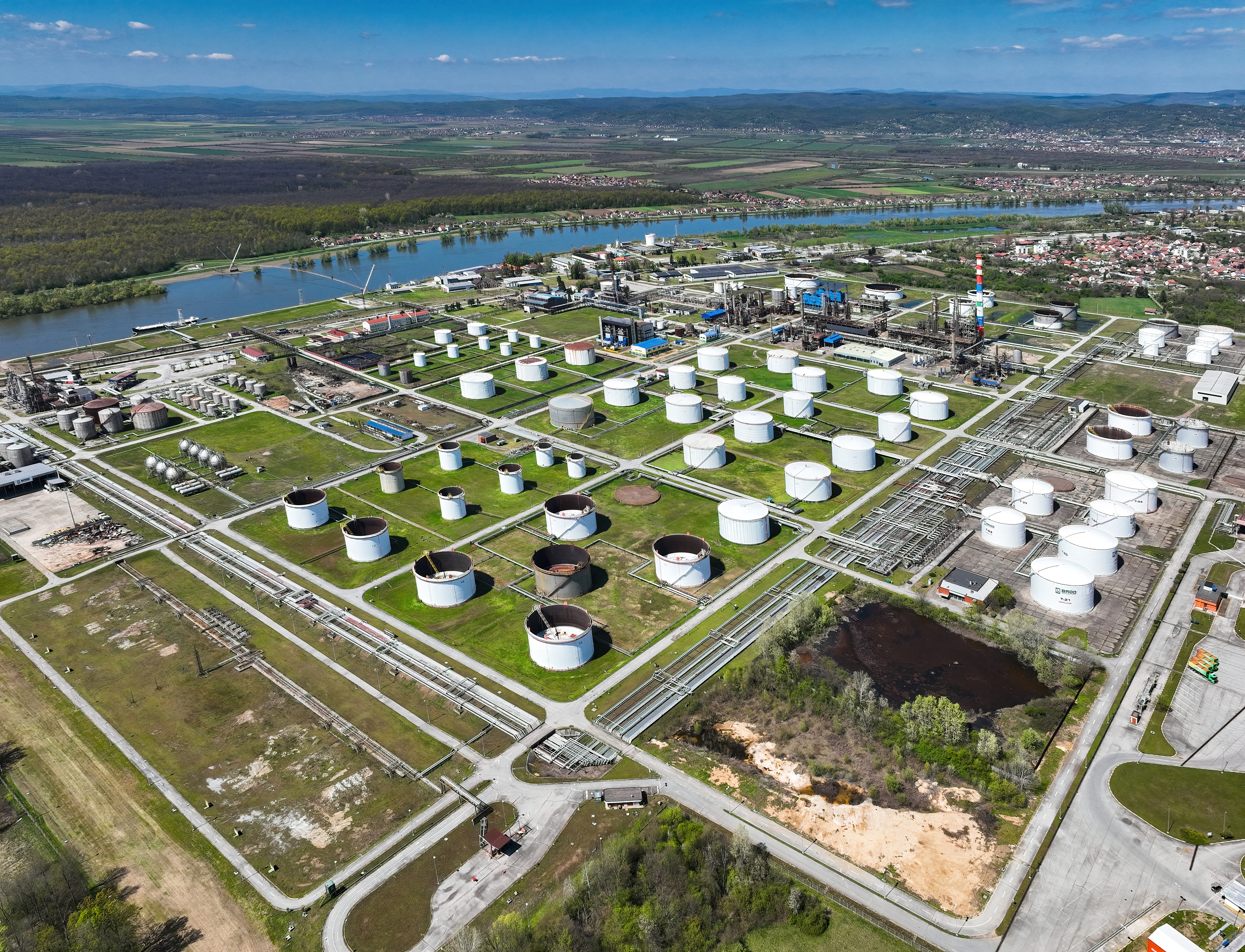
브로드 (보스니아 헤르체고비나)에 있는 정유공장, 스릅스카 공화국

정유공장은 석유 (원유)를 휘발유, 경유, 블랙탑 기반, 연료유, 난방유, 등유, 액화석유가스, 석유 나프타와 같은 제품으로 전환하고 정제하는 산업 공정 시설이다. 석유화학 원료인 에틸렌 및 프로필렌도 나프타와 같은 원유 정제 제품을 사용할 필요 없이 원유를 크래킹하여 직접 생산할 수 있다. 원유 원료는 일반적으로 유전 (석유) 생산 설비에 의해 처리된다. 일반적으로 들어오는 원유 원료 및 벌크 액체 제품의 저장을 위해 정유공장 내 또는 인근에 유류 터미널이 있다. 2020년 전 세계 정유 공장의 원유 총 처리 용량은 하루 약 1억 120만 배럴이다.
정유 공장은 일반적으로 넓고 광대한 관로 (시설)가 전체에 걸쳐 흐르며, 증류탑과 같은 대규모 화학 공정 설비들 사이에서 유체 흐름을 운반하는 대규모 산업 단지이다. 여러 면에서 정유 공장은 다양한 기술을 사용하며 화학 공장의 일종으로 간주될 수 있다. 2008년 12월 이후 세계 최대 정유 공장은 릴라이언스 인더스트리가 소유한 구자라트주, 인도에 위치한 자므나가르 정유공장으로, 하루 1.24 백만 배럴 (197,000 m3)의 처리 용량을 가진다.
정유 공장은 석유 산업의 다운스트림 부문의 필수적인 부분이다.

## 같이 보기

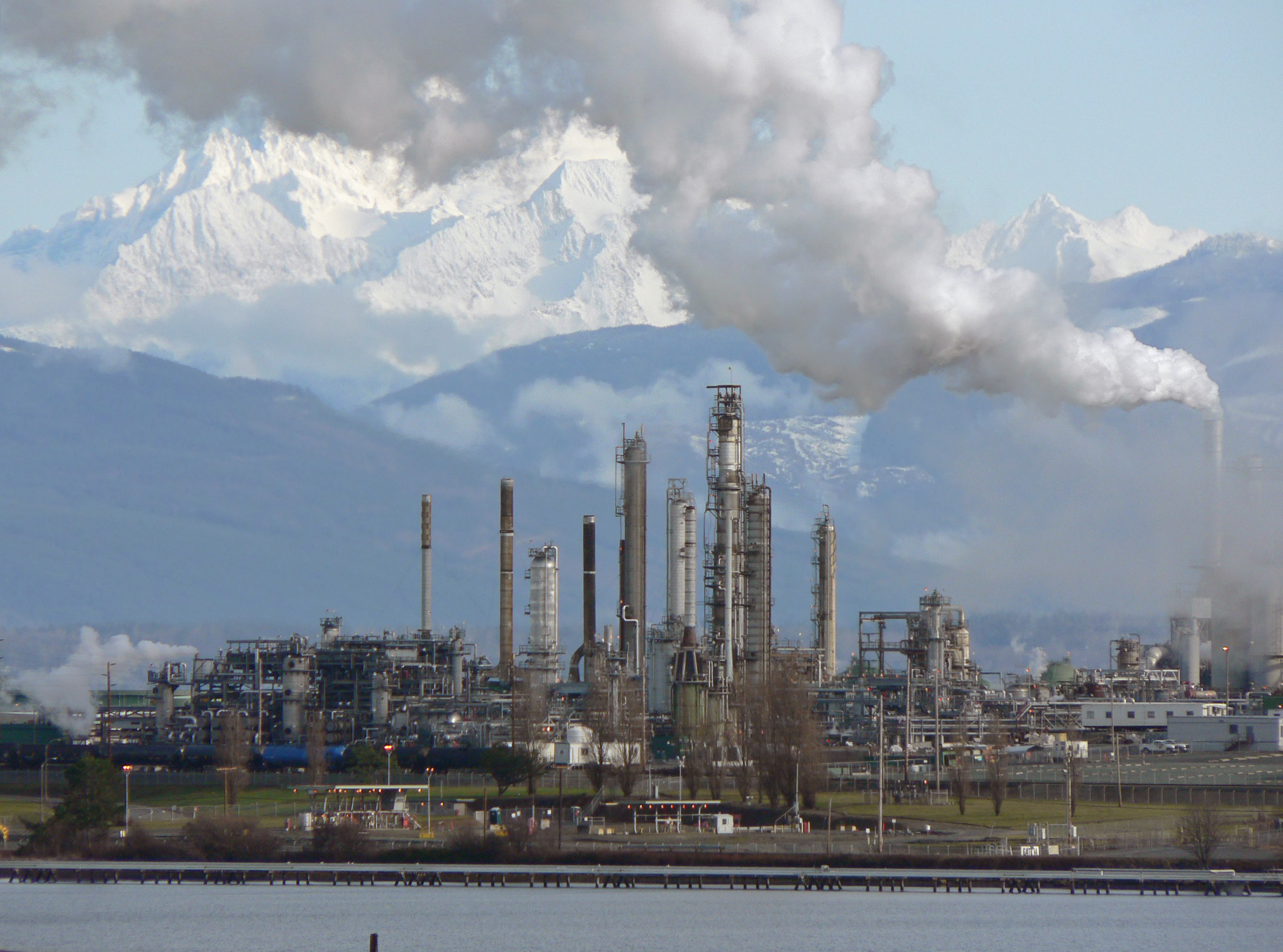
매러선 애나코티스 정유공장 (마라톤 정유 회사), 애나코티스, 워싱턴주, 미국

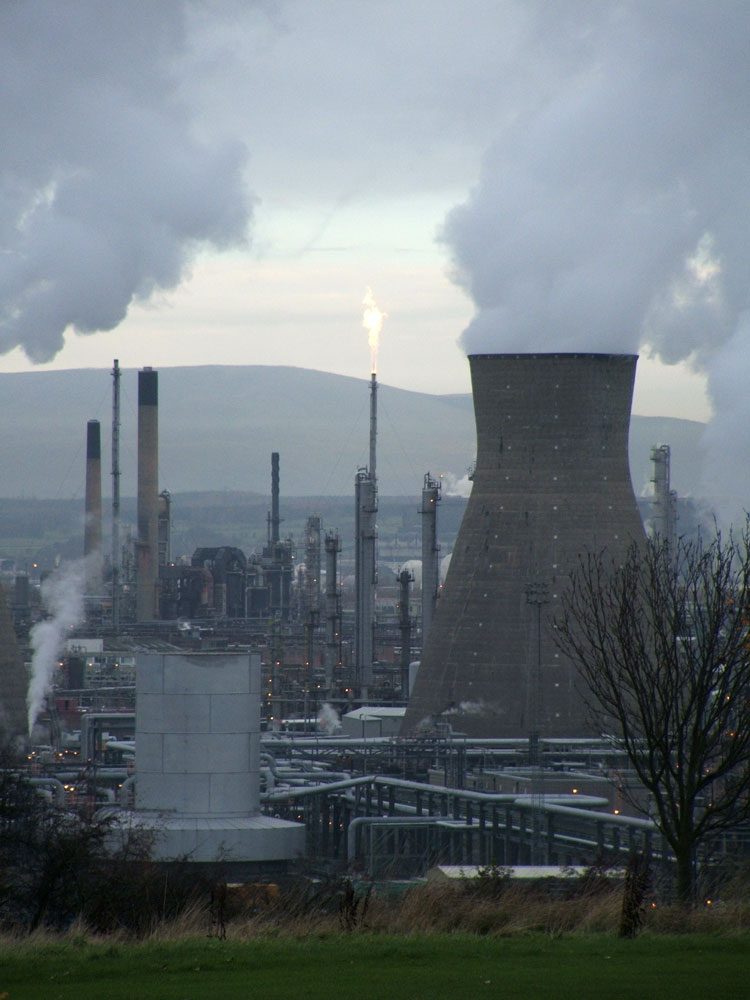
그랜지머스 정유공장, 스코틀랜드

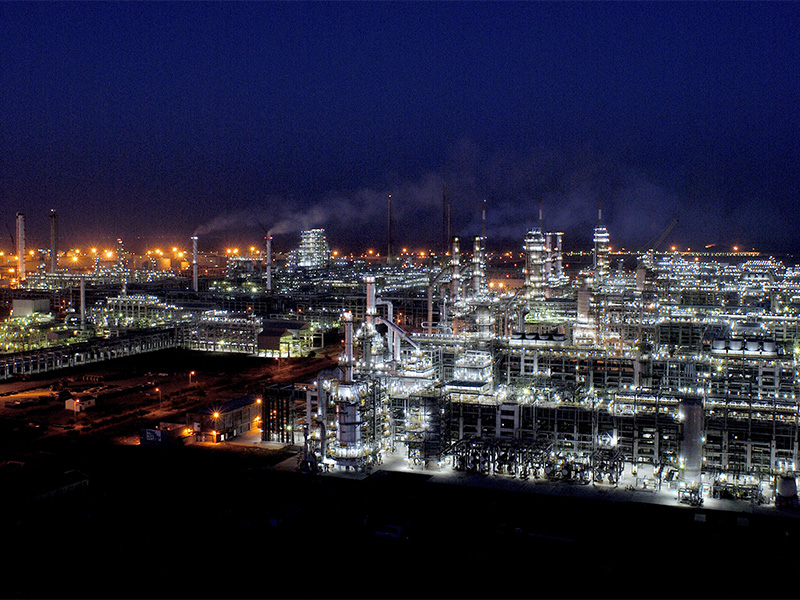
자므나가르 정유공장, 구자라트주, 인도의 세계 최대 정유공장

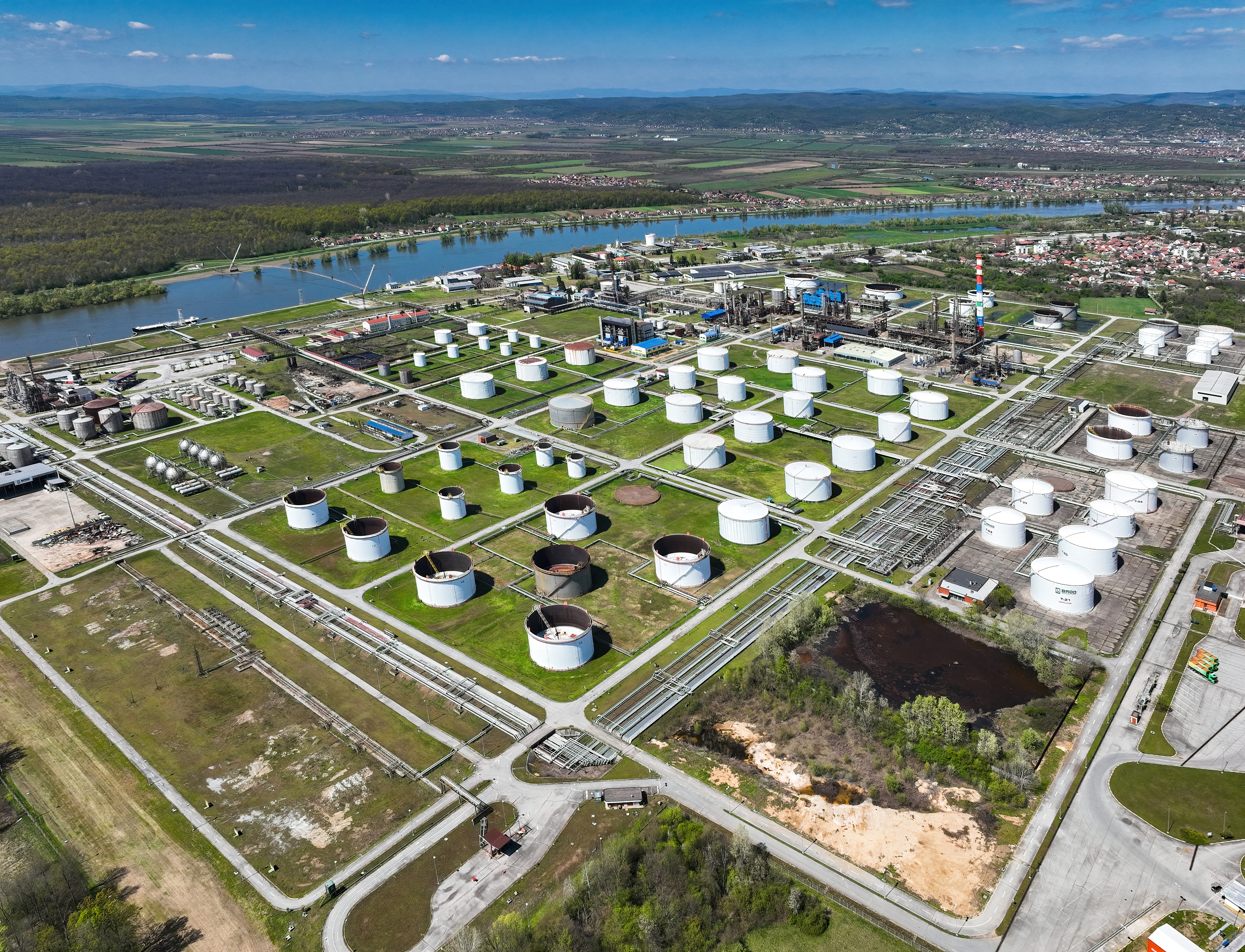
브로드 (보스니아 헤르체고비나)의 정유공장, 스릅스카 공화국

정유공장은 산업 공정 시설로, 석유 (원유)를 휘발유, 경유, 블랙탑 기반, 연료유, 난방유, 등유, 액화석유가스, 석유 나프타와 같은 제품으로 변환하고 정제한다. 석유화학 원료인 에틸렌 및 프로필렌도 나프타와 같은 원유 정제 제품을 사용할 필요 없이 원유를 크래킹하여 직접 생산할 수 있다. 원유 원료는 일반적으로 유전 (석유) 생산 설비에 의해 처리된다. 일반적으로 들어오는 원유 원료 및 벌크 액체 제품의 저장을 위해 정유공장 내 또는 인근에 유류 터미널이 있다. 2020년 전 세계 정유 공장의 원유 총 처리 용량은 하루 약 1억 120만 배럴이다.
정유 공장은 일반적으로 넓고 광대한 관로 (시설)가 전체에 걸쳐 흐르며, 증류탑과 같은 대규모 화학 공정 설비들 사이에서 유체 흐름을 운반하는 대규모 산업 단지이다. 여러 면에서 정유 공장은 다양한 기술을 사용하며 화학 공장의 일종으로 간주될 수 있다. 2008년 12월 이후 세계 최대 정유 공장은 릴라이언스 인더스트리가 소유한 구자라트주, 인도에 위치한 자므나가르 정유공장으로, 하루 1.24 백만 배럴 (197,000 m3)의 처리 용량을 가진다.
정유 공장은 석유 산업의 다운스트림 부문의 필수적인 부분이다.

## 역사
중화인민공화국은 석유를 정제한 최초의 문명 중 하나였다. 1세기 초부터 중국인은 에너지원으로 사용하기 위해 원유를 정제했다. 512년에서 518년 사이, 북위 말기, 중국의 지리학자, 작가 및 정치인 역도원은 그의 유명한 저서 수경주에서 다양한 윤활유로 석유를 정제하는 과정을 소개했다.
원유는 종종 페르시아 화학자들에 의해 증류되었으며, 무함마드 이븐 자카리야 라지 ( 865–925c.)의 저서와 같은 핸드북에 명확한 설명이 나와 있다. 바그다드 거리는 이 지역의 천연 유전에서 얻을 수 있는 석유에서 파생된 타르로 포장되어 있었다. 9세기에 현대 바쿠, 아제르바이잔 주변 지역에서 유전 (석유)이 개발되었다. 이 유전들은 10세기에 아부 알-하산 알리 알-마수디에 의해, 그리고 13세기에 마르코 폴로에 의해 설명되었으며, 그는 이 유전의 생산량을 수백 척의 선적량으로 묘사했다. 아랍 및 페르시아 화학자들도 군사적 목적으로 가연성 제품을 생산하기 위해 원유를 증류했다. 이슬람 스페인을 통해 12세기까지 서유럽에서 증류를 사용할 수 있게 되었다.
북송 시대 (960–1127)에는 카이펑 시에 "맹렬한 석유 공방"이라는 작업장이 설립되어 송나라 군대를 위한 무기로 정제된 석유를 생산했다. 군대는 정제된 석유로 철통을 채워 적군에게 던져 불을 일으켰는데, 이는 사실상 세계 최초의 "화염탄"이었다. 이 작업장은 수천 명의 사람들이 중국의 석유 동력 무기를 생산하기 위해 일했던 세계 최초의 정유 공장 중 하나였다.
19세기 이전에는 바빌론, 이집트, 중화인민공화국, 필리핀, 로마, 아제르바이잔에서 석유가 알려져 다양한 방식으로 활용되었다. 그러나 석유 산업의 현대사는 1846년 캐나다의 노바스코샤주에 있는 에이브러햄 게스너가 석탄에서 등유를 생산하는 공정을 개발하면서 시작되었다고 한다. 그 직후인 1854년 이그나치 루카시에비치는 폴란드의 크로스노 마을 근처에서 손으로 판 유전 (석유)에서 등유를 생산하기 시작했다.
루마니아는 Academy Of World Records에 따르면 세계 석유 생산 통계에 처음으로 등록된 국가이다.
북아메리카에서는 1858년 캐나다 온타리오주 오일 스프링스에서 제임스 밀러 윌리엄스가 첫 번째 유전 (석유)을 굴착했다. 미국에서는 1859년 에드윈 드레이크가 펜실베이니아주 타이터스빌 근처에서 석유를 발견하면서 석유 산업이 시작되었다. 이 산업은 1800년대에는 주로 석유 램프용 등유를 생산하며 느리게 성장했다. 20세기 초 내연 기관의 도입과 자동차에서의 사용은 휘발유 시장을 창출했으며 이는 석유 산업의 상당히 빠른 성장을 촉진했다. 온타리오와 펜실베이니아주에서와 같은 초기 석유 발견은 곧 오클라호마주, 텍사스주, 캘리포니아주에서의 대규모 석유 "붐"에 의해 추월되었다.
새뮤얼 키어는 1853년 피츠버그 세븐스 애비뉴 근처 그랜트 스트리트에 미국 최초의 정유 공장을 설립했다. 폴란드의 약사이자 발명가인 이그나치 루카시에비치는 1854년 당시 오스트리아-헝가리 제국의 일부였던 야스워 (현재 폴란드 위치)에 정유 공장을 설립했다.
최초의 대규모 정유 공장은 1856년에서 1857년 사이에 플로이에슈티, 루마니아에 개장했다.
1908년, 51년 후 플로이에슈티에서 1887년 암페타민 발견으로 박사 학위를 받은 유대계 루마니아 화학자인 라자르 에델레아누는 원유 정제를 위한 액체 추출의 최초의 현대적인 방법인 에델레아누 공정을 발명, 특허 및 산업 규모로 테스트했다. 이는 순수 분별 증류에 비해 정제 효율성을 높였고 정제 시설의 대규모 발전을 가능하게 했다. 연달아 이 공정은 프랑스, 독일, 미국 및 몇십 년 안에 전 세계적으로 확산되었다. 1910년 에델레아누는 독일에 "Allgemeine Gesellschaft für Chemische Industrie"를 설립했고, 이름의 성공을 감안하여 1930년 Edeleanu GmbH로 변경했다. 나치 독일 시대에는 이 회사가 Deutsche Erdöl-AG에 인수되었고 유대계였던 에델레아누는 루마니아로 돌아왔다. 전쟁 후 이 상표는 후계 회사인 EDELEANU Gesellschaft mbH Alzenau (RWE)에 의해 많은 석유 제품에 사용되었고, 이 회사는 나중에 EDL로 Pörner Group에 통합되었다.
플로이에슈티 정유 공장은 나치 독일에 인수된 후, 제2차 세계 대전 연합국에 의해 1943년 타이들 웨이브 작전으로 폭격당했다. 제2차 세계 대전 석유 전역 중에.
세계에서 가장 오래된 정유 공장의 타이틀을 놓고 경쟁하는 또 다른 곳은 니더작센주, 독일에 있는 잘츠베르겐이다. 잘츠베르겐의 정유 공장은 1860년에 개장했다.
한때 사우디 아람코가 소유한 사우디아라비아 라스 타누라에 있는 정유 공장이 세계 최대 정유 공장으로 주장되었다. 20세기 대부분 동안 가장 큰 정유 공장은 이란의 아바단 정유공장이었다. 이 정유 공장은 이란-이라크 전쟁 동안 광범위한 손상을 입었다. 2008년 12월 25일 이후 세계 최대 정유 단지는 릴라이언스 인더스트리가 운영하는 인도의 자므나가르에 있는 2개의 정유 공장으로 구성된 자므나가르 정유공장 단지로, 하루 1,240,000 barrels per day (197,000 m3/d)의 총 생산 능력을 가지고 있다. PDVSA의 파라과나반도, 베네수엘라에 있는 파라과나 정유 복합 단지는 하루 940,000 bbl/d (149,000 m3/d)의 용량을 가지고 있지만 20년간의 제재 영향으로 실제 가동률은 극적으로 낮았으며, SK Energy의 울산에 있는 정유 공장은 하루 840,000 bbl/d (134,000 m3/d)의 용량을 가지고 있어 각각 두 번째와 세 번째로 크다.
1940년대 초반 제2차 세계 대전 이전에는 미국 대부분의 정유 공장은 단순한 원유 증류 장치(종종 대기 원유 증류 장치라고도 함)로 구성되어 있었다. 일부 정유 공장에는 감압 증류 장치와 점도 조절 장치(점도를 낮추는 장치)와 같은 열분해 장치도 있었다. 아래에서 논의되는 다른 많은 정제 공정들은 전쟁 중 또는 전쟁 후 몇 년 안에 개발되었다. 이들은 전쟁이 끝난 후 5~10년 이내에 상업적으로 이용 가능해졌고 전 세계 석유 산업은 매우 빠르게 성장했다. 기술의 성장과 전 세계 정유 공장의 수와 규모의 성장을 이끈 동력은 자동차 휘발유와 항공기 연료에 대한 수요 증가였다.
미국에서 다양한 복잡한 경제적, 정치적 이유로 인해 1980년대경부터 신규 정유 공장 건설이 거의 중단되었다. 그러나 미국에 있는 많은 기존 정유 공장은 원유 처리 능력을 높이고, 생산되는 휘발유의 옥테인값을 높이며, 경유 및 가정용 난방유의 황 함량을 낮춰 환경 규제를 준수하고, 환경 대기 오염 및 수질 오염 요구 사항을 준수하기 위해 많은 설비들을 개조 및 추가 설비를 건설했다.]]

### 미국

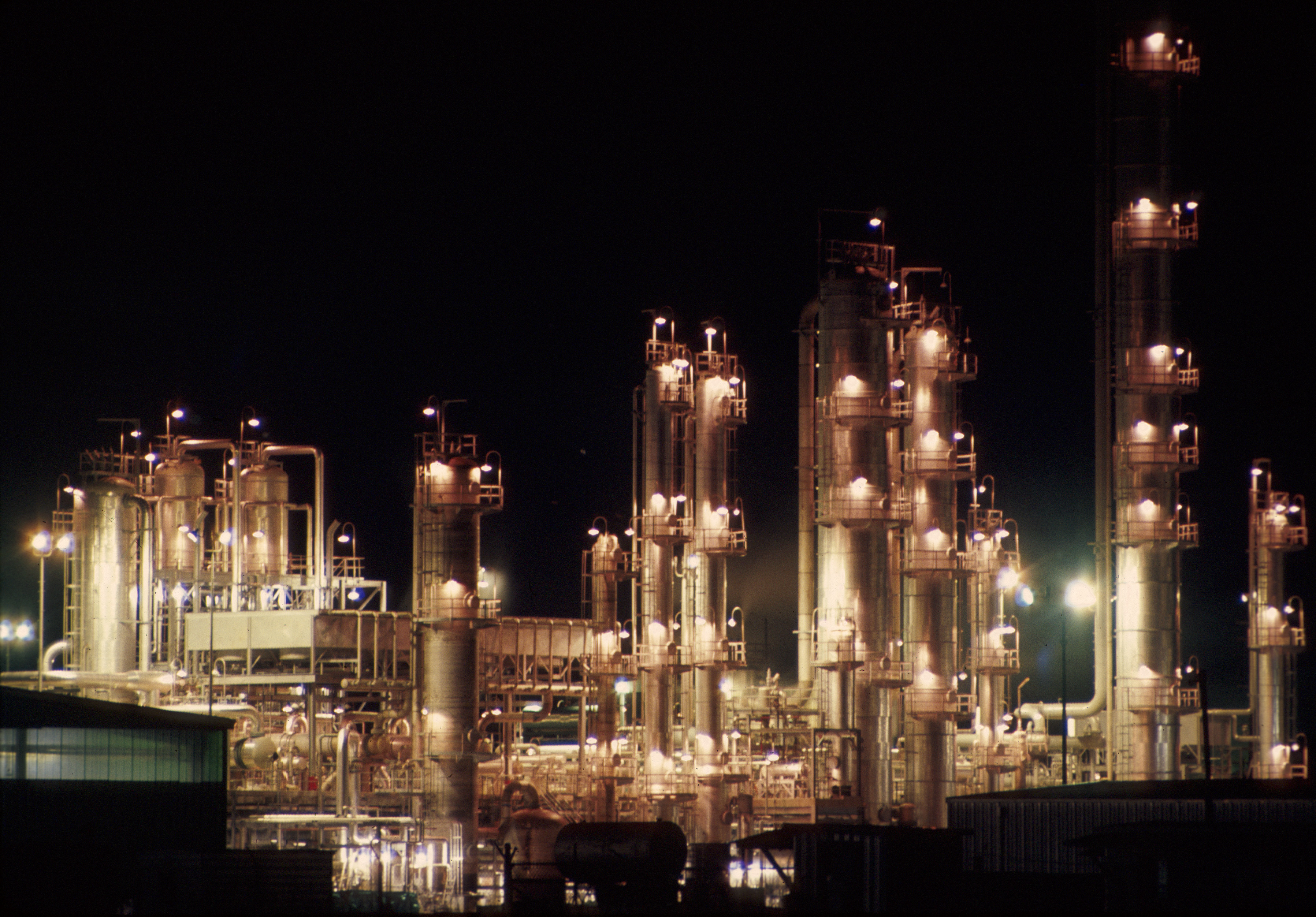
텍사스주 해리스 카운티 베이포트 산업단지에 있는 정유공장

19세기 미국 정유 공장은 주로 등유를 회수하기 위해 원유를 처리했다. 휘발유를 포함한 더 휘발성인 부분에 대한 시장은 없었고, 이는 폐기물로 간주되어 종종 가장 가까운 강에 직접 버려졌다. 자동차의 발명은 수요를 휘발유와 디젤로 옮겼고, 이는 오늘날에도 주요 정제 제품으로 남아 있다.
오늘날 국가 및 주 법률은 정유 공장이 엄격한 대기 및 수질 기준을 충족하도록 요구한다. 실제로 미국의 정유 회사들은 현대적인 정유 공장 건설 허가 취득이 너무 어렵고 비용이 많이 든다고 인식하여 1976년부터 2014년 노스다코타주에 소규모 Dakota Prairie 정유 공장이 가동될 때까지 미국에 새로운 정유 공장이 건설되지 않았다(단, 많은 공장은 확장되었다). 1981년에 존재했던 정유 공장 중 절반 이상은 낮은 가동률과 가속화되는 합병으로 인해 폐쇄되었다. 이러한 폐쇄의 결과로 1981년과 1995년 사이에 총 미국 정유 공장 용량이 감소했지만, 이 기간 동안 가동 용량은 하루 약 15,000,000 barrels per day (2,400,000 m3/d)로 상당히 일정하게 유지되었다. 시설 규모 증가 및 효율성 개선은 산업의 손실된 물리적 용량의 상당 부분을 상쇄했다. 1982년 (가장 초기의 데이터 제공), 미국은 하루 17.9 백만 배럴 (2,850,000 m3)의 원유를 처리할 수 있는 총 용량 301개의 정유 공장을 운영했다. 2010년에는 하루 17.6 백만 배럴 (2,800,000 m3)의 총 용량을 가진 149개의 가동 가능한 미국 정유 공장이 있었다. 2014년까지 정유 공장 수는 140개로 줄었지만 총 용량은 하루 18.02 백만 배럴 (2,865,000 m3)로 증가했다. 실제로 운영 비용과 감가상각을 줄이기 위해 정제는 더 적은 수의 부지에서 더 큰 용량으로 운영된다.
2009년부터 2010년까지 경기 침체 이전에 제품 수요 감소와 공급 과잉으로 석유 사업의 수익이 감소하고 정유 공장의 수익성이 떨어지자, 석유 회사들은 수익성이 낮은 정유 공장을 폐쇄하거나 매각하기 시작했다.

## 운영

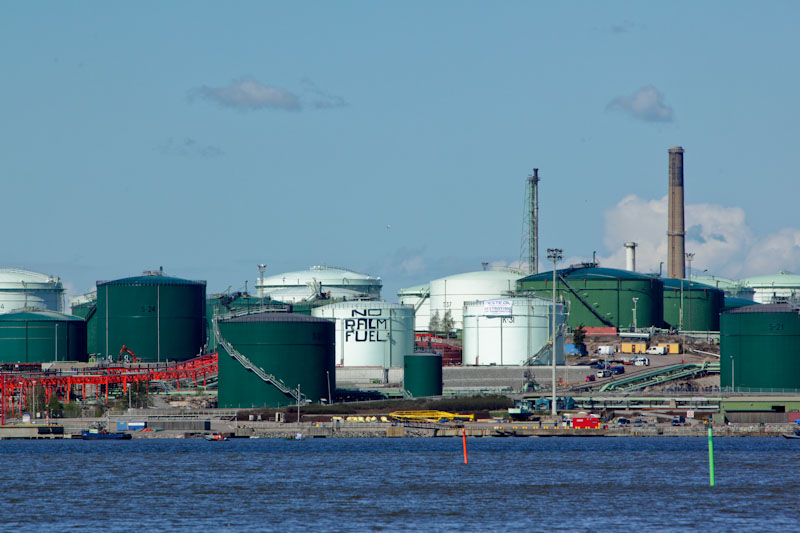
네스테 포르보 정유 공장, 핀란드

원유 또는 가공되지 않은 원유는 일반적으로 산업 용도에 유용하지 않지만, "가볍고 달콤한" (낮은 점성도, 낮은 황) 원유는 항해 선박의 추진을 위한 증기 생산을 위해 버너 연료로 직접 사용되었다. 그러나 더 가벼운 원소는 연료 탱크에서 폭발성 증기를 형성하여 위험하며, 특히 군함에서 더욱 그렇다. 대신 정유 공장에서는 원유에 포함된 수백 가지의 탄화수소 분자를 휘발유, 윤활유, 석유화학제품 공정의 원료로 분리하여 플라스틱, 세제, 용매, 탄성체, 나일론 및 폴리에스터와 같은 섬유를 제조한다.
석유 화석 연료는 내연 기관에서 연소되어 선박, 자동차, 항공기 엔진, 예초기, 오토바이, 기타 기계에 동력을 제공한다. 다양한 끓는점으로 인해 증류를 통해 탄화수소를 분리할 수 있다. 더 가벼운 액체 제품은 내연 기관에 사용하기 위한 수요가 많기 때문에 현대적인 정유 공장은 무거운 탄화수소와 더 가벼운 기체 원소를 이러한 고가치 제품으로 변환한다.

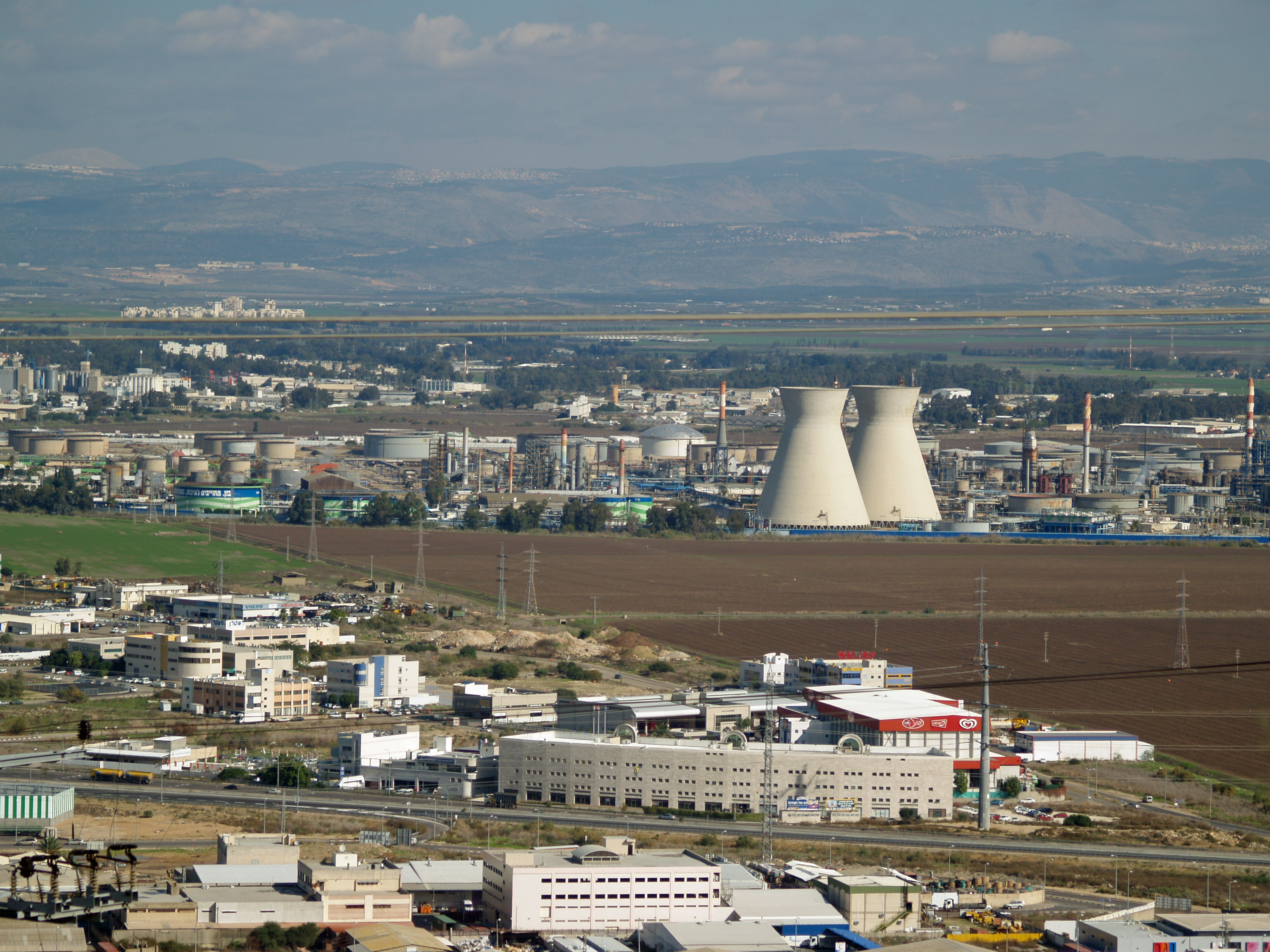
하이파, 이스라엘에 있는 정유 공장은 연간 약 900만 톤 (6,600만 배럴)의 원유를 처리할 수 있다. 두 개의 냉각탑은 도시 스카이라인의 랜드마크이다.

석유는 다양한 분자량, 형태, 길이의 파라핀, 방향족, 나프텐(또는 사이클로알케인스), 알켄스, 다이엔스, 알카인스와 같은 탄화수소를 포함하기 때문에 다양한 방식으로 사용할 수 있다. 원유에 포함된 분자는 황과 질소와 같은 다른 원자를 포함하지만, 탄화수소는 가장 일반적인 형태의 분자이며, 수소와 탄소 원자 및 소수의 산소 원자로 이루어진 다양한 길이와 복잡성의 분자이다. 이러한 분자 구조의 차이는 그들의 다양한 물리적 및 화학적 특성에 기인하며, 이러한 다양성이 원유를 광범위한 여러 응용 분야에 유용하게 만든다.
오염물질과 불순물을 분리 및 정제한 후, 연료 또는 윤활유는 추가 가공 없이 판매될 수 있다. 아이소뷰테인 및 프로필렌 또는 뷰틸렌과 같은 더 작은 분자는 알킬화 또는 더 일반적으로 이합체화와 같은 공정을 통해 특정 옥테인 요구 사항을 충족하도록 재조합될 수 있다. 휘발유의 옥탄가는 촉매 개질을 통해 개선될 수 있으며, 이는 탄화수소에서 수소를 제거하여 방향족과 같은 더 높은 옥탄가의 화합물을 생성하는 것을 포함한다. 가스 오일과 같은 중간 제품은 유동 접촉 분해, 열분해, 수소화 분해와 같은 다양한 형태의 크래킹을 통해 무겁고 긴 사슬 오일을 더 가볍고 짧은 사슬 오일로 분해하기 위해 재처리될 수도 있다. 휘발유 생산의 마지막 단계는 제품 사양을 충족하기 위해 다른 옥탄가, 증기 압력 및 기타 특성을 가진 연료를 혼합하는 것이다. 이러한 중간 제품(잔여 오일)을 재처리 및 업그레이드하는 또 다른 방법은 제휘발 공정을 사용하여 폐기물 아스팔텐 재료에서 사용할 수 있는 오일을 분리하는 것이다. 특정 균열 스트림은 프로필렌, 더 무거운 중합체, 분자량과 원료 공급원에서 균열된 올레핀 종류의 특성에 따라 블록 중합체를 포함하는 석유화학제품 생산에 특히 적합하다.
정유 공장은 하루 수십만에서 수십만 배럴의 원유를 처리하는 대규모 시설이다. 높은 용량으로 인해 많은 설비가 연속적으로 작동하며, 몇 개월에서 몇 년 동안 정상 상태 또는 거의 정상 상태에서 회분 처리가 아닌 방식으로 작동한다. 높은 용량은 프로세스 최적화 및 고급 프로세스 제어를 매우 바람직하게 만든다.

## 주요 제품

원유는 분별 증류에 의해 분획으로 분리된다. 분별 증류탑 상단의 분획은 하단의 분획보다 끓는점이 낮다. 무거운 하단 분획은 종종 균열되어 더 가볍고 유용한 제품으로 변환된다. 모든 분획은 다른 정제 시설에서 추가로 처리된다.

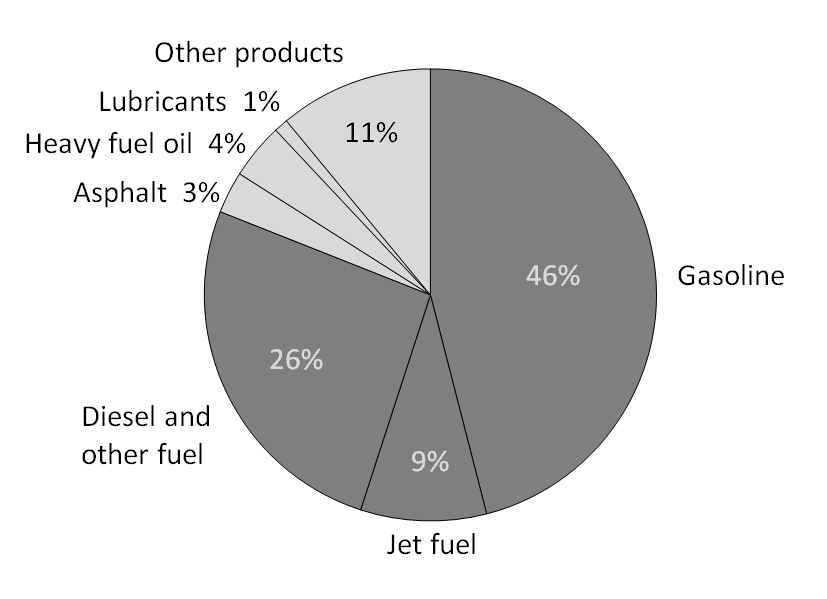
미국 원유 한 배럴에서 생산되는 제품 분류

석유 제품은 정유 공장에서 처리될 때 원유 (석유)에서 파생된 물질이다. 석유의 대부분은 여러 종류의 연료를 포함하는 석유 제품으로 변환된다.
정유 공장은 또한 수소, 경질 탄화수소, 개질유 및 열분해 휘발유와 같은 다양한 중간 제품을 생산한다. 이것들은 일반적으로 운송되지 않고 대신 현장에서 혼합되거나 추가로 가공된다. 따라서 화학 공장은 종종 정유 공장과 인접하거나 여러 추가 화학 공정이 통합되어 있다. 예를 들어, 경질 탄화수소는 증기 균열되어 에틸렌 공장에서 생산되며, 생산된 에틸렌은 중합되어 폴리에틸렌을 생산한다.
적절한 분리 및 환경 보호를 보장하기 위해 가장 무거운 제품을 제외한 모든 제품에서 매우 낮은 황 함량이 필요하다. 원유 황 오염물은 촉매 수소화 탈황을 통해 황화 수소로 변환되어 아민 가스 처리를 통해 제품 스트림에서 제거된다. 클라우스 공정을 사용하여 황화 수소는 이후 기초 황으로 변환되어 화학 산업에 판매된다. 이 공정에서 방출되는 상당히 큰 열 에너지는 정유 공장의 다른 부분에서 직접 사용된다. 종종 전력 발전소가 전체 정유 공정 시스템과 결합되어 초과 열을 흡수한다.
원유 조성 및 시장 수요에 따라 정유 공장은 다양한 비율의 석유 제품을 생산할 수 있다. 석유 제품의 가장 큰 부분은 "에너지 운반체", 즉 다양한 등급의 연료유와 휘발유로 사용된다. 이러한 연료는 휘발유, 제트 연료, 경유, 난방유 및 더 무거운 연료유를 포함하거나 이들과 혼합될 수 있다. 더 무거운 (덜 휘발성) 부분은 아스팔트, 타르, 파라핀, 윤활 및 기타 무거운 오일을 생산하는 데 사용될 수도 있다. 정유 공장은 또한 다른 화학 물질을 생산하며, 이 중 일부는 플라스틱 및 기타 유용한 물질을 생산하는 화학 공정에 사용된다. 석유는 종종 몇 퍼센트의 황 함유 분자를 포함하기 때문에, 원소 황도 종종 석유 제품으로 생산된다. 탄소, 즉 석유코크스 형태의 탄소와 수소도 석유 제품으로 생산될 수 있다. 생산된 수소는 종종 수소화 분해 및 수소화 탈황과 같은 다른 정유 공정의 중간 제품으로 사용된다.
석유 제품은 일반적으로 경질 증류물(LPG, 휘발유, 나프타), 중간 증류물(등유, 제트 연료, 경유), 중질 증류물 및 잔류물(무거운 연료유, 윤활유, 왁스, 아스팔트)의 네 가지 범주로 분류된다. 이것들은 다양한 원료를 혼합하고, 적절한 첨가제를 혼합하고, 단기 저장을 제공하고, 트럭, 바지선, 제품 선박 및 철도 차량에 대량 적재할 준비를 해야 한다. 이 분류는 원유가 증류되어 분획으로 분리되는 방식에 기반한다.
- 액화 석유 가스 및 프로페인과 같은 기체 연료, 압력 하에 액체 형태로 저장 및 운송된다.
- 윤활유 (점성도 안정제 추가 필요에 따라 경질 기계유, 엔진오일 및 그리스 생산), 일반적으로 현장 외 포장 공장으로 대량 운송된다.
- 파라핀, 양초 산업 등에서 사용된다. 블록 형태로 포장 준비를 위해 현장으로 대량 운송될 수 있다. 왁스 에멀젼, 양초, 성냥, 녹 방지, 증기 장벽, 건축 보드 및 냉동 식품 포장에 사용된다.
- 황 (또는 황산), 유기 황 함유 화합물로 최대 몇 퍼센트의 황을 가질 수 있는 석유에서 황 제거의 부산물이다. 황과 황산은 유용한 산업 재료이다. 황산은 일반적으로 산 전구체인 발연황산으로 준비 및 운송된다.
- 타르 및 자갈 지붕에 사용하기 위한 현장 외 단위 포장을 위한 대량 타르 운송.
- 아스팔트는 자갈을 결합하여 도로, 주차장 등을 포장하는 데 사용되는 아스팔트 콘크리트를 형성한다. 아스팔트 단위는 대량 아스팔트를 운송 준비한다.
- 석유코크스, 전극과 같은 특수 탄소 제품 또는 고체 연료로 사용된다.
- 석유화학제품은 폴리머 및 의약품을 포함한 화학 산업의 재료인 유기 화합물이며, 종종 에틸렌과 벤젠-톨루엔-자일렌스("BTX")를 포함하며 다양한 방식으로 추가 처리를 위해 석유 화학 공장으로 보내진다. 석유화학제품은 올레핀 또는 그 전구체, 또는 다양한 종류의 방향족 석유화학제품일 수 있다.
- 휘발유
- 나프타
- 등유 및 관련 제트 항공기 연료
- 경유 및 연료유
- 열
- 전기

6,000가지 이상의 물품이 비료, 바닥재, 향수, 살충제, 석유 젤리, 비누, 비타민 캡슐을 포함한 석유 폐기물 부산물로 만들어진다.

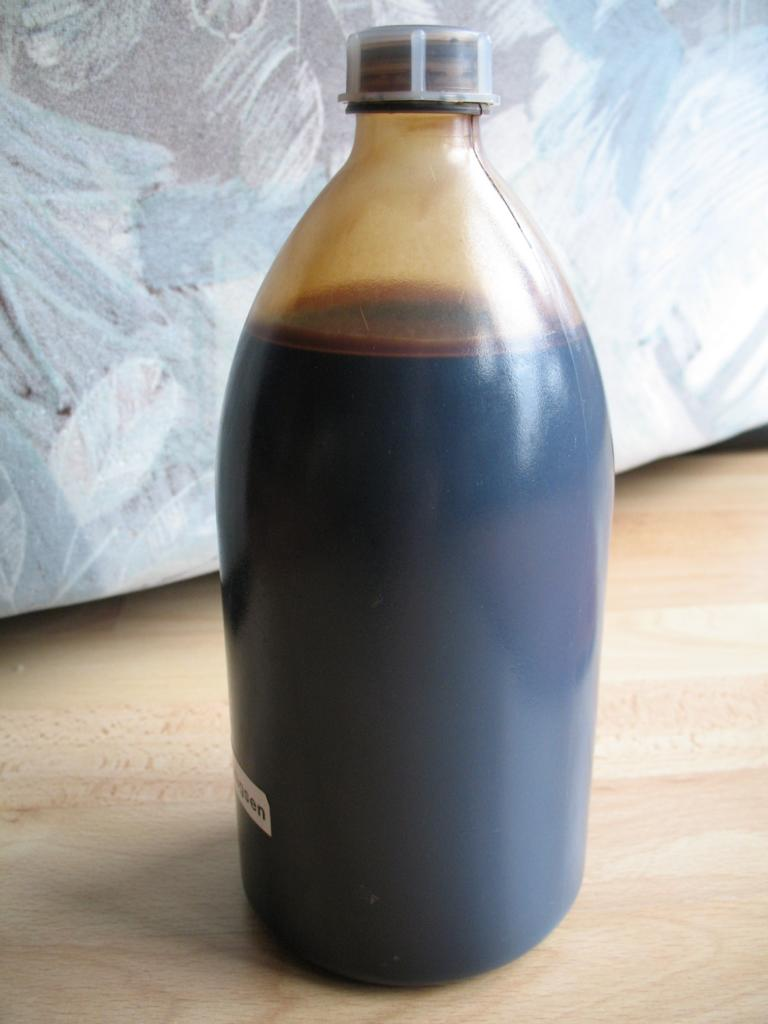
원유 (석유) 샘플
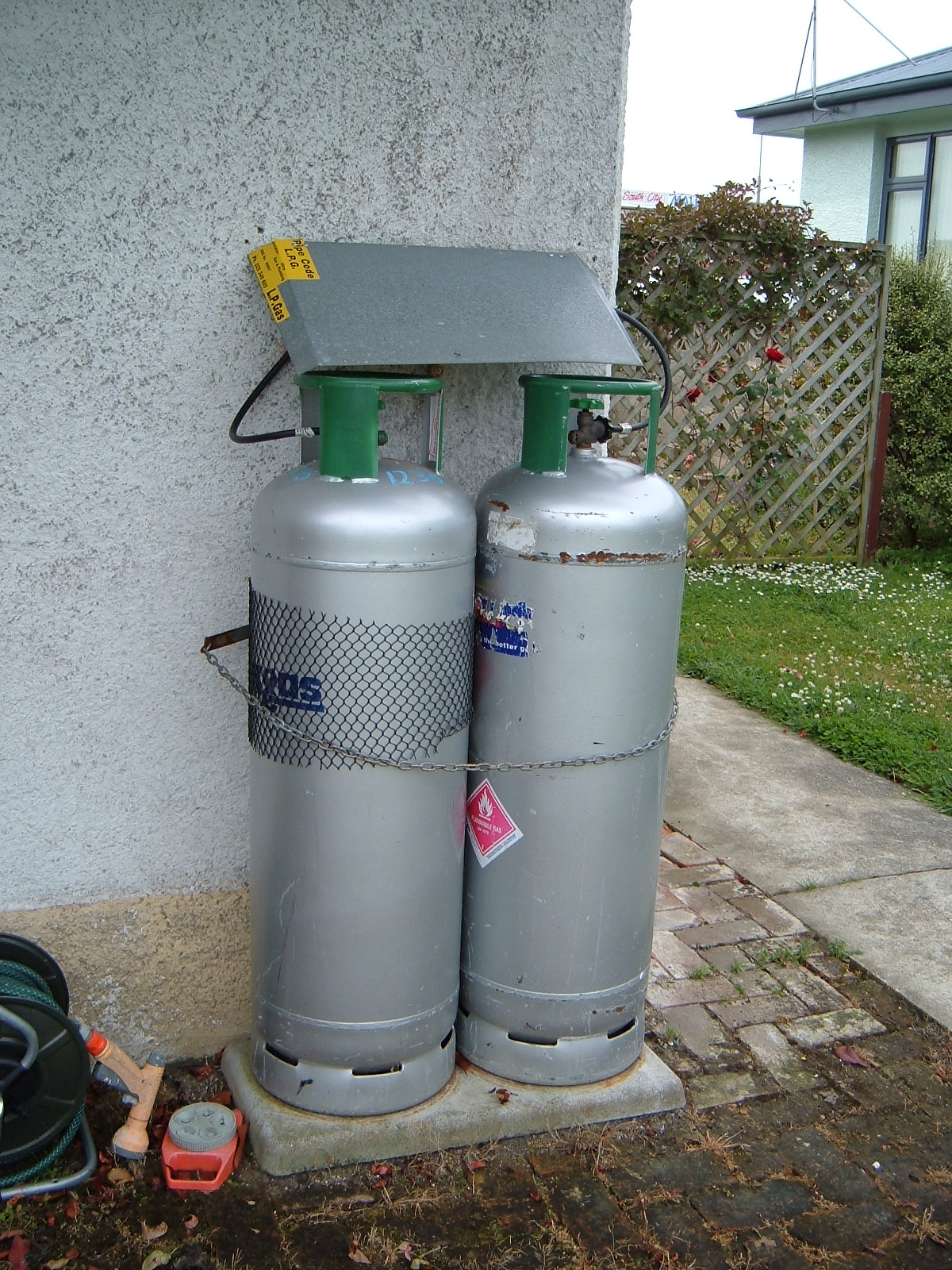
실린더 액화석유가스
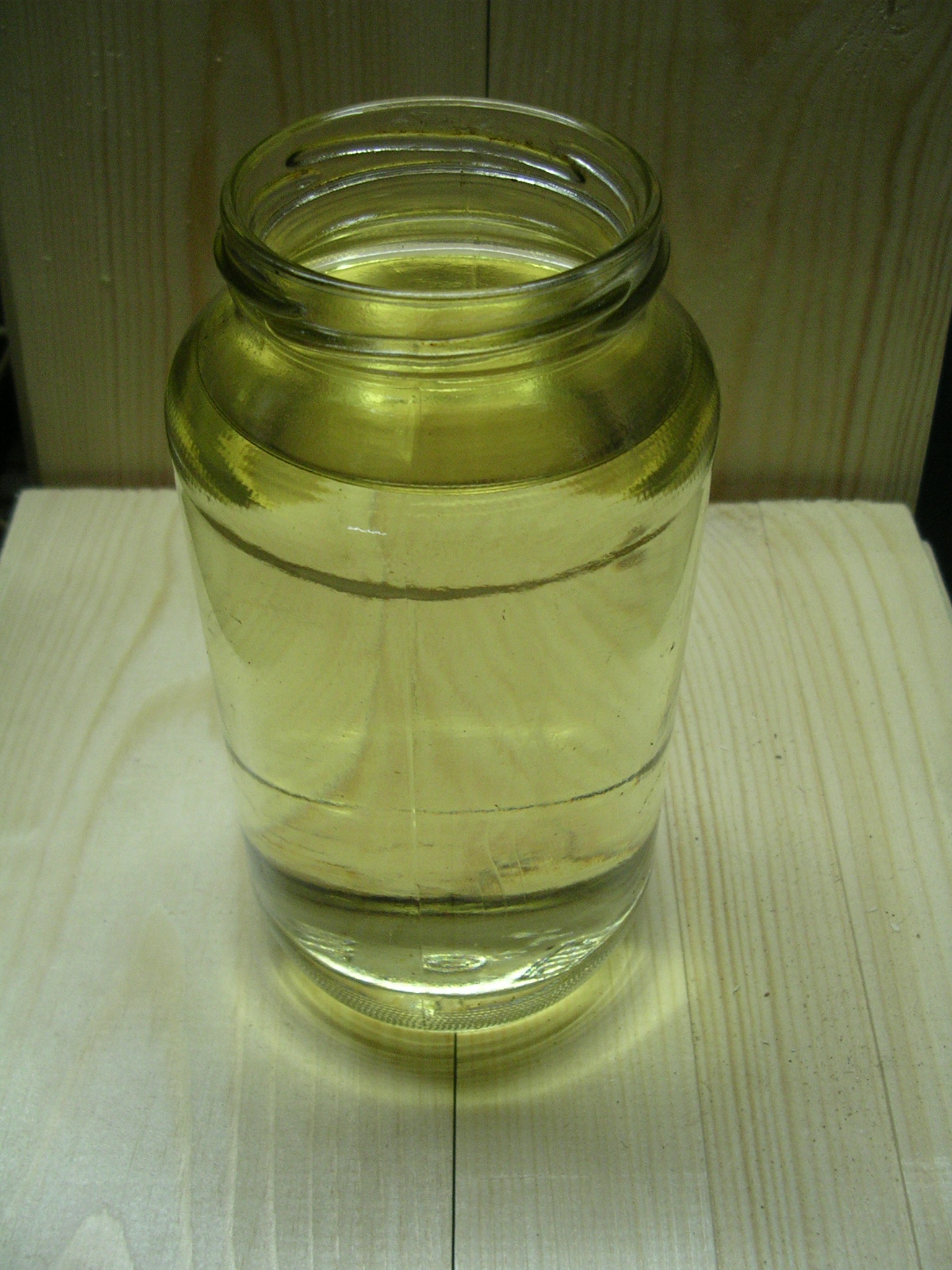
휘발유 샘플
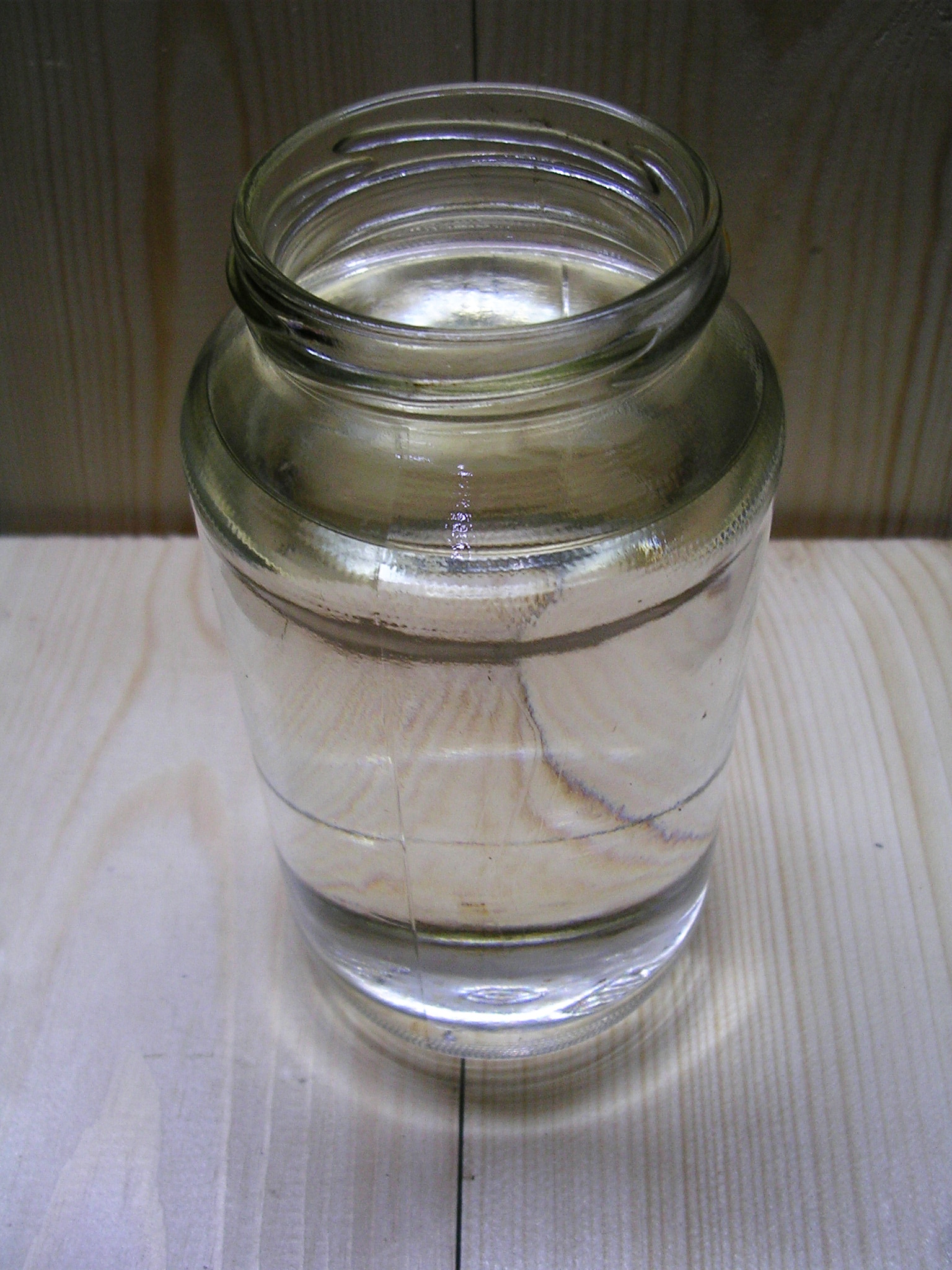
등유 샘플
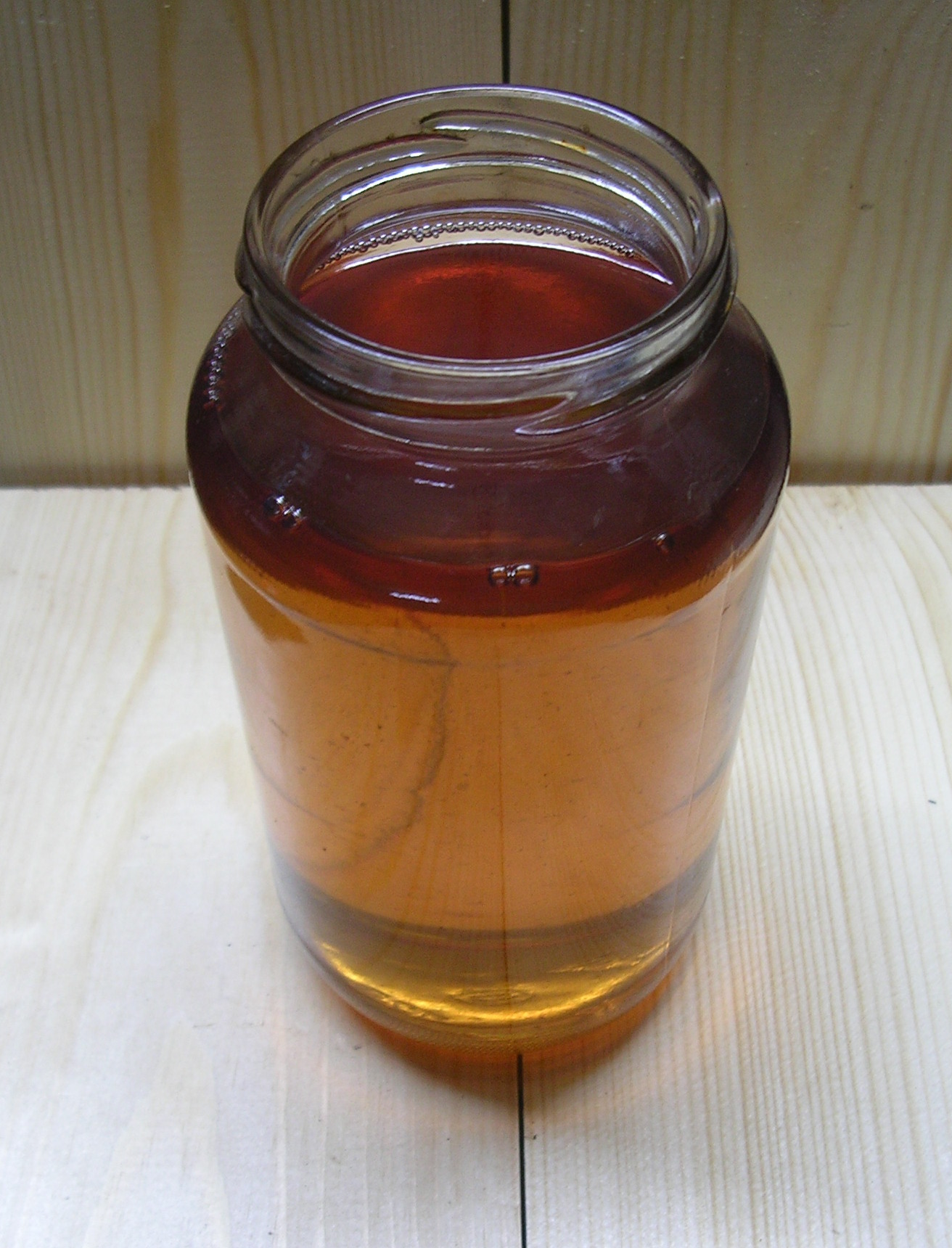
경유 샘플
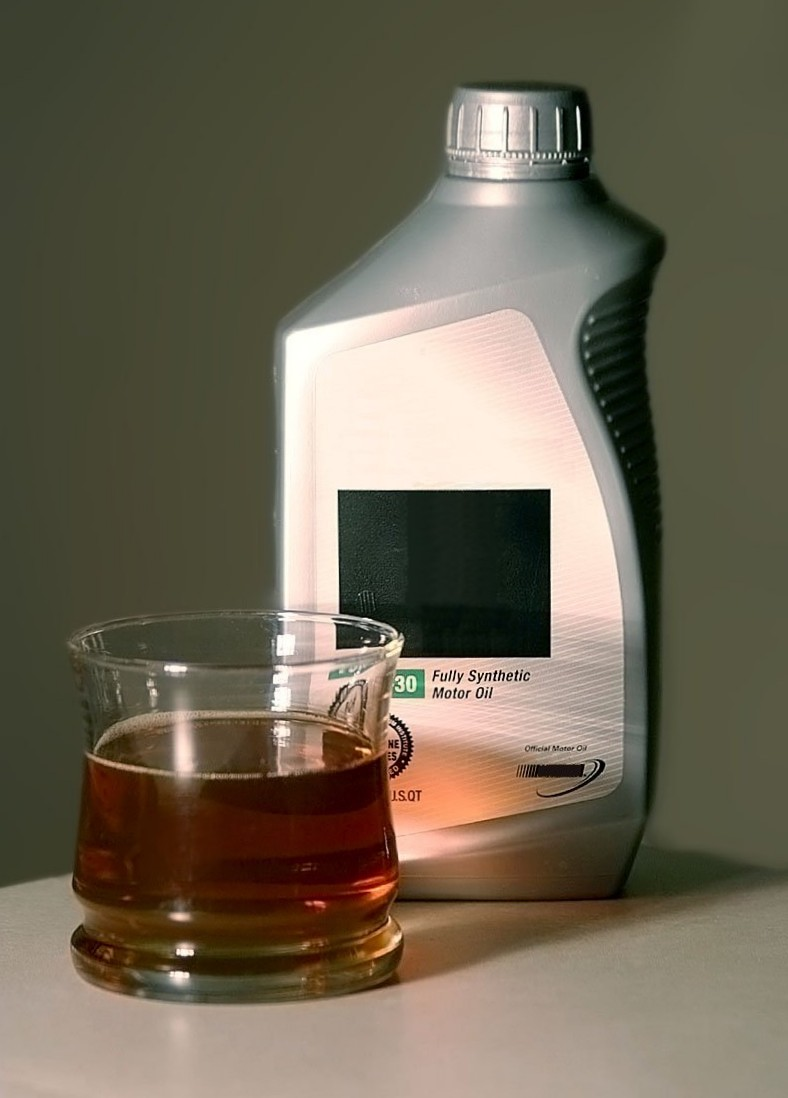
엔진오일
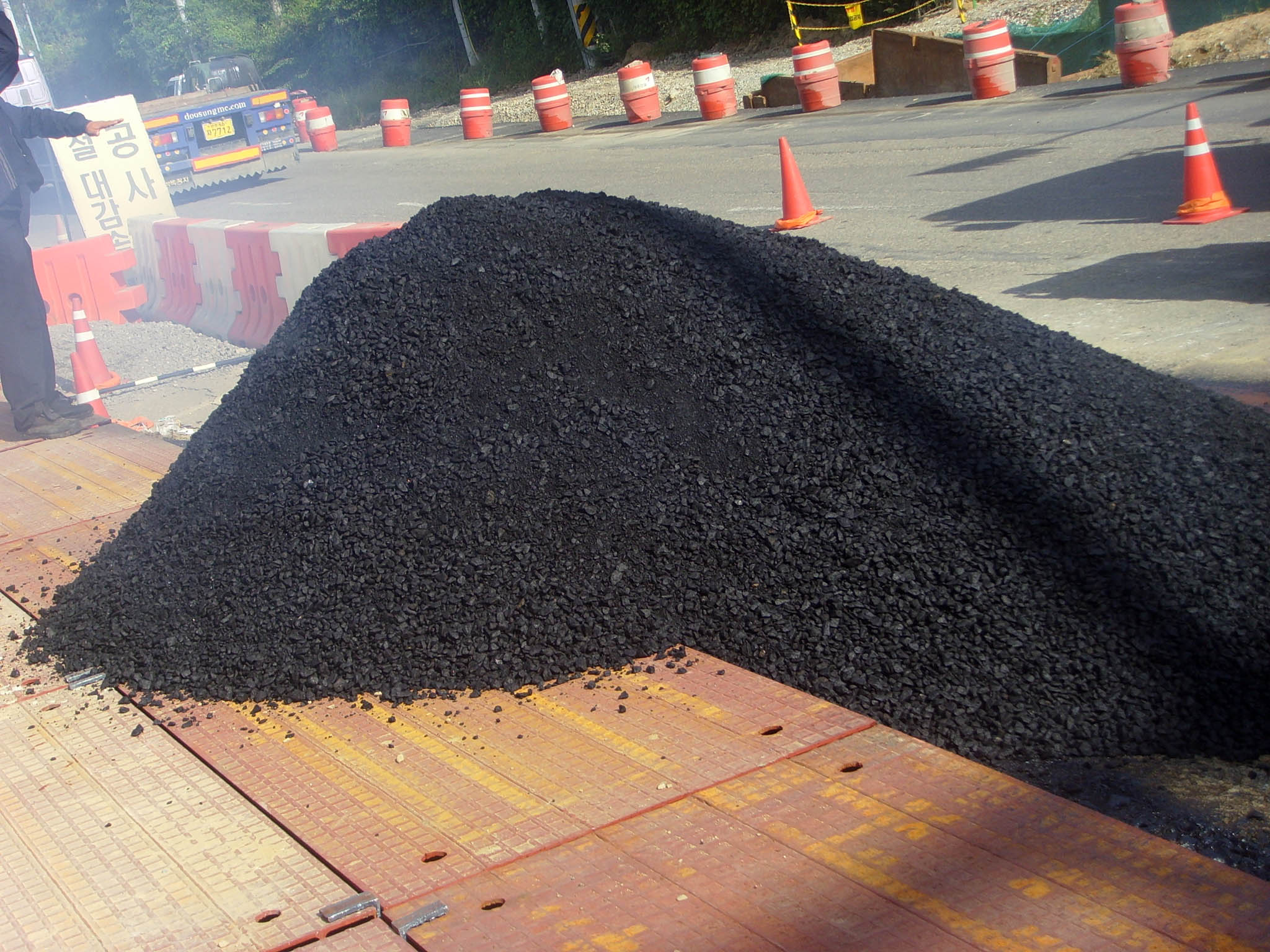
아스팔트 콘크리트 형성을 위한 아스팔트 덮개 골재 더미
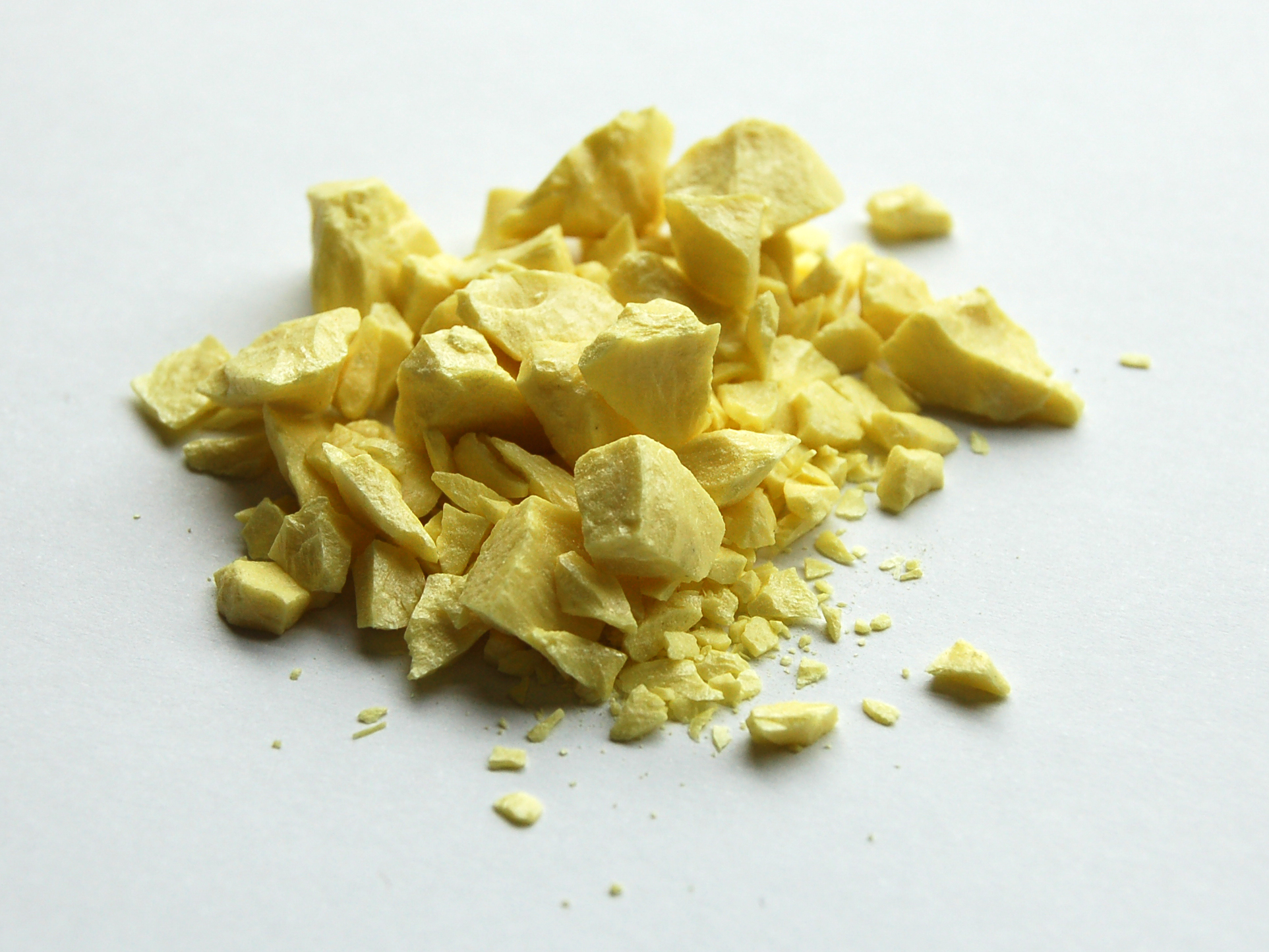
황

## 화학 공정

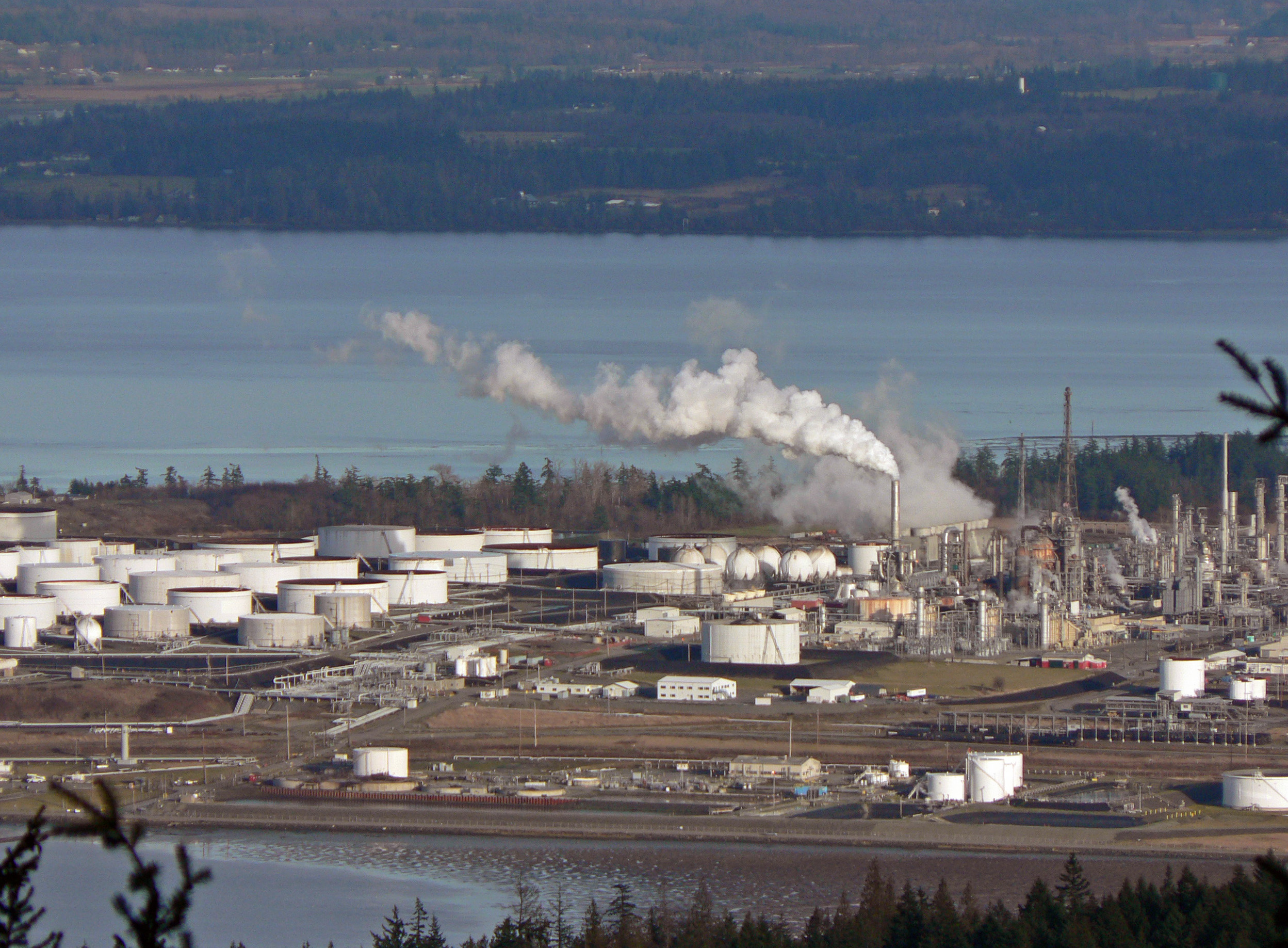
쉘 퓨젓사운드 정유공장 (쉘) 저장 탱크 및 타워, 애나코티스, 워싱턴주

- 탈염기 장치는 대기 증류 장치에 들어가기 전에 원유에서 소금 및 기타 수용성 오염 물질을 씻어낸다.[39][40][41]
- 100,000 BPSD 이상의 용량을 가진 대부분의 상압 원유 장치에서 볼 수 있는 사전 플래시 및 사전 증류.[42]
- 원유 증류 장치는 들어오는 원유를 다양한 비등 범위의 여러 분획으로 증류하며, 각 분획은 다른 단위에서 추가로 처리된다. 연속 증류 참고.[43][44][45][46][47]
- 감압 증류는 원유 증류 장치의 하단에서 나오는 잔유를 추가로 증류한다. 감압 증류는 대기압보다 훨씬 낮은 압력에서 수행된다.[43][44][45][46][47]
- 나프타 수소화 탈황 장치는 대기 증류에서 얻은 나프타를 탈황하기 위해 수소를 사용한다. 나프타는 촉매 개질 장치로 보내기 전에 탈황해야 한다.[1][48]
- 촉매 개질기는 탈황된 나프타 분자를 더 높은 옥탄가 분자로 변환하여 개질유(개질기 제품)를 생산한다. 개질유는 최종 제품인 휘발유 또는 석유의 구성 성분인 방향족 및 환형 탄화수소 함량이 높다. 개질기의 중요한 부산물은 촉매 반응 중에 방출되는 수소이다. 수소는 수소 처리 장치 또는 수소화 분해 장치에서 사용된다.[49][50]
- 유동 접촉 분해 장치(FCC)는 원유 증류에서 나온 더 무겁고 높은 비등점의 분획을 더 가볍고 낮은 비등점의 더 가치 있는 제품으로 변환하여 품질을 향상시킨다.[51][3][52]
- 수소화 분해 장치는 감압 증류 장치에서 나온 무거운 잔유를 수소를 사용하여 열적으로 분해하여 더 가볍고 더 가치 있는 점도 감소 제품으로 품질을 향상시킨다.[53][54]
- 머록스는 머캅탄을 유기 이황화물로 산화시켜 LPG, 등유 또는 제트 연료를 탈황한다.
- 머캅탄 제거를 위한 대체 공정은 doctor sweetening process 및 가성 소다 세척과 같이 알려져 있다.
- 코킹 장치(지연 코커, 유동 코커, 플렉시 코커)는 매우 무거운 잔유를 휘발유 및 경유로 처리하여 석유코크스를 잔류 제품으로 남긴다.
- 알킬화 장치는 황산 또는 플루오린화 수소산을 사용하여 휘발유 혼합을 위한 고옥탄가 성분을 생산한다. "알킬" 장치는 FCC 공정에서 나온 경질 아이소뷰테인 및 뷰틸렌을 최종 제품 휘발유 또는 석유의 매우 고옥탄가 성분인 알킬레이트로 변환한다.[55]
- 이합체화 장치는 올레핀을 더 높은 옥탄가의 휘발유 혼합 성분으로 변환한다. 예를 들어, 뷰텐은 이소옥텐으로 이합체화될 수 있으며, 이는 이후 아이소옥테인을 형성하기 위해 수소화될 수 있다. 이합체화에는 다른 용도도 있다. 이합체화를 통해 생산된 휘발유는 매우 불포화되어 있고 매우 반응성이 높다. 자연적으로 껌을 형성하는 경향이 있다. 이러한 이유로 이합체화에서 나오는 유출수는 완성된 휘발유 풀에 즉시 혼합되거나 수소화되어야 한다.
- 이성질체화 반응은 일반 펜테인과 같은 선형 분자를 휘발유 혼합용 또는 알킬화 장치 공급용으로 더 높은 옥탄가의 가지 분자로 변환한다. 또한 알킬화 장치에 사용하기 위해 선형 일반 뷰테인을 아이소뷰테인으로 변환하는 데 사용된다.
- 수소 생산은 수소화 탈황 장치 및 수소화 분해 장치에 사용되는 천연 가스를 수소로 변환한다.
- 액화가스 저장 용기는 프로페인 및 유사한 가스 연료를 액체 형태로 유지하기에 충분한 압력으로 저장한다. 이들은 일반적으로 구형 용기 또는 "총알"(즉, 끝이 둥근 수평 용기)이다.
- 아민 가스 처리, 클라우스 장치 및 후단 가스 처리는 수소화 탈황에서 나오는 황화 수소를 기초 황으로 변환한다. 2005년 전 세계적으로 생산된 6,400만 톤의 황 중 대부분은 석유 정제 및 천연 가스 처리 공장의 부산물 황이었다.[56][57]
- 산성수 탈황 장치는 증기를 사용하여 다양한 폐수 스트림에서 황화 수소 가스를 제거하여 이후 클라우스 장치에서 최종 제품인 황으로 변환한다.[41]
- 냉각탑은 냉각수를 순환시키고, 보일러 설비는 수관식 보일러용 증기를 생성하며, 계기 공기 시스템에는 공압식 제어 밸브 및 변전소가 포함된다.
- 폐수 수집 및 처리 시스템은 API 유수 분리 장치, 용존 공기 부상(DAF) 장치 및 재사용 또는 폐기에 적합한 물을 만들기 위한 활성슬러지 공법과 같은 추가 처리 장치로 구성된다.[58]
- 용제 정제는 크레졸 또는 푸르푸랄과 같은 용제를 사용하여 윤활유 재고 또는 경유 재고에서 불필요한, 주로 방향족을 제거한다.
- 용제 탈납은 감압 증류 제품에서 무거운 왁스 성분인 페트롤라툼을 제거한다.
- 원유 및 최종 제품을 저장하기 위한 저장 탱크, 일반적으로 수직형 원통형 용기로 증기 배출 제어 장치가 있으며 유출을 막기 위해 흙 제방으로 둘러싸여 있다.

## 일반적인 정유 공장 공정 흐름도
아래 이미지는 일반적인 정유 공장의 개략적인 공정 흐름도로, 다양한 단위 공정과 입구 원유 원료와 최종 제품 사이에서 발생하는 중간 제품 흐름을 보여준다. 이 다이어그램은 문자 그대로 수백 가지의 다른 정유 공장 구성 중 하나만을 나타낸다. 또한 이 다이어그램에는 증기, 냉각수, 전기와 같은 시설 유틸리티와 원유 원료 및 중간 제품과 최종 제품을 위한 저장 탱크와 같은 일반적인 정유 공장 시설은 포함되어 있지 않다.

위에 묘사된 것 외에도 많은 공정 구성이 있다. 예를 들어, 감압 증류 장치는 방적 산업에 사용되는 스핀들유, 경질 기계유, 엔진오일 및 다양한 왁스와 같은 최종 제품으로 정제될 수 있는 분획을 생산할 수도 있다.

## 원유 증류 장치
원유 증류 장치(CDU)는 사실상 모든 정유 공장의 첫 번째 처리 장치이다. CDU는 들어오는 원유를 다양한 비등 범위의 여러 분획으로 증류하며, 각 분획은 다른 정유 공정 장치에서 추가로 처리된다. CDU는 대기압보다 약간 높은 압력에서 작동하기 때문에 종종 대기 증류 장치라고도 한다.
아래는 일반적인 원유 증류 장치의 개략적인 흐름도이다. 들어오는 원유는 뜨거운 증류된 일부 분획 및 기타 흐름과 열을 교환하여 예열된다. 그런 다음 무기염(주로 염화나트륨)을 제거하기 위해 탈염된다.
탈염기 다음에는 원유가 뜨거운 증류된 일부 분획 및 기타 흐름과 열을 교환하여 추가로 가열된다. 그런 다음 연료 연소로(가열기)에서 약 398°C의 온도로 가열되어 증류 장치의 바닥으로 흐른다.
증류탑 상부의 냉각 및 응축은 들어오는 원유와 열을 교환하거나 공랭식 또는 수랭식 응축기를 통해 부분적으로 제공된다. 추가 열은 아래 다이어그램에 표시된 순환 시스템을 통해 증류탑에서 제거된다.
흐름도에 표시된 바와 같이, 증류탑에서 나온 상부 증류 분획은 나프타이다. 증류탑의 측면에서 컬럼 상단과 하단 사이의 다양한 지점에서 제거된 분획을 사이드컷이라고 한다. 각 사이드컷(즉, 등유, 경질 가스 오일, 중질 가스 오일)은 들어오는 원유와 열을 교환하여 냉각된다. 모든 분획(즉, 상부 나프타, 사이드컷 및 하부 잔류물)은 추가 처리되기 전에 중간 저장 탱크로 보내진다.

석유 정유 공장에서 사용되는 일반적인 원유 증류 장치의 개략적인 흐름도

## 정유 공장 위치
정유 공장 또는 화학 공장 건설 부지를 찾는 당사자는 다음과 같은 문제를 고려해야 한다.
- 부지는 주거 지역에서 합리적으로 멀리 떨어져 있어야 한다.
- 원자재 공급 및 제품 시장 출하를 위한 인프라가 갖춰져야 한다.
- 공장 운영에 필요한 에너지를 확보해야 한다.
- 폐기물 처리를 위한 시설이 있어야 한다.

정유 공장 부지 선정에 영향을 미치는 요인:
- 부지 확보 가능성
- 교통 및 운송 조건
- 공공 시설 조건 – 전력 공급, 물 공급
- 노동력 및 자원 확보 가능성

많은 양의 증기와 냉각수를 사용하는 정유 공장은 풍부한 수원지를 가지고 있어야 한다. 따라서 정유 공장은 종종 항해 가능한 강 근처나 해변, 항구 근처에 위치한다. 이러한 위치는 강이나 바다를 통한 운송도 가능하게 한다. 파이프라인으로 원유를 운송하는 것의 장점은 분명하며, 석유 회사들은 종종 많은 양의 연료를 파이프라인으로 유통 터미널로 운송한다. 출력이 적은 제품의 경우 파이프라인이 실용적이지 않을 수 있으며, 철도 차량, 도로 탱크로리, 바지선이 사용된다.
석유화학 공장 및 용제 제조(정밀 분별) 공장은 많은 양의 정유 제품을 추가로 처리하거나, 혼합 터미널이 아닌 출처에서 화학 첨가제를 제품과 혼합하기 위한 공간이 필요하다.

## 안전 및 환경

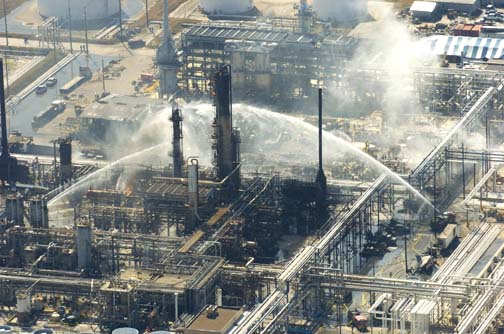
텍사스 시티 정유 공장 폭발 사고 후 소화 작업

정유 과정은 대기로 여러 가지 다른 화학 물질을 방출하며 (대기 오염 물질 배출 계수 AP 42 편집 참조) 눈에 띄는 냄새는 일반적으로 정유 공장의 존재와 함께 발생한다. 대기 오염 영향 외에도 폐수 문제, 화재 및 폭발과 같은 산업 사고 위험, 산업 소음으로 인한 소음성 난청이 있다.
전 세계 많은 정부는 정유 공장이 방출하는 오염 물질에 대한 제한을 의무화했으며, 대부분의 정유 공장은 관련 환경 보호 규제 기관의 요구 사항을 준수하는 데 필요한 장비를 설치했다. 미국에서는 새로운 정유 공장 개발을 막으려는 강력한 압력이 있으며, 1976년 마라톤의 루이지애나주 개리빌 시설 이후 이 나라에 주요 정유 공장이 건설되지 않았다. 그러나 이 기간 동안 많은 기존 정유 공장은 확장되었다. 환경 규제와 새로운 정유 공장 건설을 막으려는 압력도 미국의 연료 가격 상승에 기여했을 수 있다. 또한 많은 정유 공장 (1980년대 이후 100개 이상)이 구식 및 산업 내 합병 활동으로 인해 폐쇄되었다.
환경 및 안전 문제로 인해 정유 공장은 때때로 주요 도시 지역에서 일정 거리 떨어진 곳에 위치한다. 그럼에도 불구하고 정유 공장이 인구 밀집 지역과 가깝고 건강 위험을 초래하는 경우가 많이 있다. 캘리포니아주의 컨트라코스타군과 솔라노군에는 20세기 초 이 지역이 인구 밀집되기 전에 건설된 정유 공장과 관련 화학 공장이 리치먼드, 마티네즈, 파체코, 콩코드, 피츠버그, 발레이오, 베니시아의 도시 지역에 인접해 있으며, 때때로 발생하는 사고로 인해 인접 지역 주민들에게 "대피" 명령이 내려진다. 많은 정유 공장이 앨버타주 셔우드 파크에 위치하며, 인구 100만 명 이상의 도시인 에드먼턴과 직접 인접해 있다.
NIOSH 정제 석유 용매 직업적 노출 기준은 1977년부터 사용되었다.

## 노동자 건강

### 배경
현대의 석유 정제는 복잡한 상호 관련된 화학 반응 시스템을 포함하며, 이는 다양한 석유 기반 제품을 생산한다. 이러한 반응 중 다수는 정확한 온도 및 압력 매개변수를 필요로 한다. 이러한 공정의 적절한 진행을 보장하는 데 필요한 장비 및 모니터링은 복잡하며, 석유 공학 과학 분야의 발전을 통해 발전해 왔다.
다양한 고압 및 고온 반응과 필요한 화학 첨가제 또는 추출된 오염 물질은 정유 공장 노동자에게 놀라울 정도로 많은 잠재적 건강 위험을 초래한다. 기술 화학 및 석유 공학의 발전을 통해 이러한 공정의 대부분은 자동화되고 밀폐되어 노동자에게 잠재적인 건강 영향을 크게 줄였다. 그러나 노동자가 참여하는 특정 공정 및 일하는 정유 공장에서 사용하는 특정 방법에 따라 상당한 건강 위험이 여전히 남아 있다.
미국에서는 당시 직업성 상해가 일상적으로 추적 및 보고되지 않았지만, 1800년대부터 정유 공장 작업의 건강 영향에 대한 보고서가 발견된다. 예를 들어, 1890년 시카고 정유 공장 폭발로 20명의 노동자가 사망했다. 그 이후로 수많은 화재, 폭발 및 기타 중대한 사건들이 때때로 정유 공장 노동자 건강에 대한 대중의 관심을 끌었다. 2018년 위스콘신과 독일의 정유 공장에서 폭발이 보고되는 등 이러한 사건들은 21세기에도 계속되고 있다.
그러나 정유 공장 노동자를 위험에 빠뜨리는 눈에 잘 띄지 않는 많은 위험이 있다.

### 화학적 노출
현대 정유 공장의 고도로 자동화되고 기술적으로 진보된 특성을 고려할 때, 거의 모든 공정은 엔지니어링 통제 내에 포함되어 있으며 이전 시대에 비해 노동자에게 노출될 위험이 상당히 감소했다. 그러나 특정 상황이나 작업 작업은 이러한 안전 장치를 무력화하고 노동자를 다양한 화학적 (위 표 참조) 또는 물리적 (아래 설명) 위험에 노출시킬 수 있다. 이러한 시나리오의 예시는 다음과 같다.
- 시스템 오류 (누출, 폭발 등).[83][84]
- 표준 검사, 제품 샘플링, 공정 주기 전환 또는 장비 유지보수/청소 활동.[81][82]

2021년 체계적 고찰은 석유화학산업에서 일하는 것이 다양한 암, 예를 들어 중피종의 위험 증가와 관련이 있다고 밝혔다. 또한 위암 및 직장암과 같은 다른 암의 위험 감소도 발견했다. 이 체계적 고찰은 몇몇 관련성이 석유 산업과 직접적으로 관련된 요인 때문이 아니라 흡연과 같은 생활 방식 요인과 관련이 있다고 언급했다. 인근 거주자들에게 대한 건강 역효과에 대한 증거도 미약했으며, 주로 선진국의 인근 지역을 중심으로 한 증거였다.
BTX는 벤젠, 톨루엔, 자일렌을 의미한다. 이는 정유 공장 환경에서 발견되는 일반적인 휘발성 유기 화합물(VOC) 그룹이며, 정유 공장 노동자들 사이의 직업적 노출 한계, 화학적 노출 및 감시에 대한 심층 논의의 패러다임을 제공한다.
BTX 화학 물질에 노출되는 가장 중요한 경로는 낮은 끓는점으로 인한 흡입이다. BTX의 대부분의 기체 생산은 탱크 청소 및 연료 이송 중에 발생하며, 이는 이러한 화학 물질이 공기 중으로 가스화되게 한다. 오염된 물을 통한 섭취도 가능하지만, 이는 직업 환경에서는 거의 발생하지 않는다. 피부 노출 및 흡수도 가능하지만, 적절한 개인 보호 장비가 갖춰진 직업 환경에서는 다시 발생할 가능성이 적다.
미국에서는 미국 산업안전보건청(OSHA), 미국 국립 직업안전위생연구소(NIOSH), 미국 산업위생 전문가 협회(ACGIH) 모두 정유 공장 노동자들이 노출될 수 있는 위에 나열된 많은 화학 물질에 대한 직업적 노출 한계(OEL)를 설정했다.
|        | OSHA PEL (8시간 TWA) | CalOSHA PEL (8시간 TWA) | NIOSH REL (10시간 TWA) | ACGIH TLV (8시간 TWA) |
| ------ | -------------------- | ----------------------- | ---------------------- | --------------------- |
| 벤젠   | 10 ppm               | 1 ppm                   | 0.1 ppm                | 0.5 ppm               |
| 톨루엔 | 200 ppm              | 10 ppm                  | 100 ppm                | 20 ppm                |
| 자일렌 | 100 ppmx             | 100 ppm                 | 100 ppm                | 100 ppm               |
| 출처:  |                      |                         |                        |                       |

특히 벤젠은 노출을 측정할 수 있는 여러 바이오마커가 있다. 벤젠 자체는 호흡, 혈액, 소변에서 측정할 수 있으며, 페놀, t,t-뮤콘산(t,tMA), S-페닐머캅투르산(sPMA)과 같은 대사물은 소변에서 측정할 수 있다. 이러한 바이오마커를 통해 노출 수준을 모니터링하는 것 외에도, 고용주는 OSHA에서 노동자에게 정기적인 혈액 검사를 실시하여 가장 널리 알려진 백혈병을 포함한 예상되는 혈액학적 결과의 초기 징후를 검사하도록 요구한다. 필수 검사에는 세포 분화를 포함한 일반 혈액 검사와 "정기적으로" 말초 혈액 도말이 포함된다. 이러한 검사의 유용성은 공식적인 과학 연구에 의해 뒷받침된다.

#### 공정별 잠재적 화학 물질 노출
| 공정              | 잠재적 화학 물질 노출 | 흔한 건강 문제                                              |
| 용매 추출 및 탈납 | 페놀                  | 신경 증상, 근육 약화, 피부 자극.                            |
| 용매 추출 및 탈납 | 푸르푸랄              | 피부 자극                                                   |
| 용매 추출 및 탈납 | 글리콜                | 중추 신경계 억제, 허약, 눈, 피부, 코, 목의 자극.            |
| 용매 추출 및 탈납 | 메틸 에틸 케톤        | 기도 자극, 기침, 호흡곤란, 폐부종.                          |
| 열분해            | 황화 수소             | 호흡기 자극, 두통, 시각 장애, 눈 통증.                      |
| 열분해            | 일산화 탄소           | 심전도 변화, 청색증, 두통, 허약.                            |
| 열분해            | 암모니아              | 호흡기 자극, 호흡곤란, 폐부종, 피부 화상.                   |
| 촉매 분해         | 황화 수소             | 호흡기 자극, 두통, 시각 장애, 눈 통증.                      |
| 촉매 분해         | 일산화 탄소           | 심전도 변화, 청색증, 두통, 허약.                            |
| 촉매 분해         | 페놀                  | 신경 증상, 근육 약화, 피부 자극.                            |
| 촉매 분해         | 암모니아              | 호흡기 자극, 호흡곤란, 폐부종, 피부 화상.                   |
| 촉매 분해         | 머캅탄                | 청색증 및 마취, 호흡기, 피부, 눈의 자극.                    |
| 촉매 분해         | 니켈 카르보닐         | 두통, 기형 유발 물질, 허약, 가슴/복부 통증, 폐암 및 비강암. |
| 촉매 개질         | 황화 수소             | 호흡기 자극, 두통, 시각 장애, 눈 통증.                      |
| 촉매 개질         | 벤젠                  | 백혈병, 신경계 영향, 호흡기 증상.                           |
| 이성질체화        | 염산                  | 피부 손상, 호흡기 자극, 눈 화상.                            |
| 이성질체화        | 염화 수소             | 호흡기 자극, 피부 자극, 눈 화상.                            |
| 중합              | 수산화 나트륨         | 점막, 피부 자극, 폐렴.                                      |
| 중합              | 인산                  | 피부, 눈, 호흡기 자극.                                      |
| 알킬화            | 황산                  | 눈과 피부 화상, 폐부종.                                     |
| 알킬화            | 플루오린화 수소산     | 뼈 변화, 피부 화상, 호흡기 손상.                            |
| 가공 및 처리      | 황화 수소             | 호흡기 자극, 두통, 시각 장애, 눈 통증.                      |
| 가공 및 처리      | 수산화 나트륨         | 점막, 피부 자극, 폐렴.                                      |
| 불포화 가스 회수  | 모노에탄올아민 (MEA)  | 졸음, 눈, 피부, 호흡기 자극.                                |
| 불포화 가스 회수  | 다이에탄올아민 (DEA)  | 각막 괴사, 피부 화상, 눈, 코, 목의 자극.                    |
| 아민 처리         | 모노에탄올아민 (MEA)  | 졸음, 눈, 피부, 호흡기 자극.                                |
| 아민 처리         | 다이에탄올아민 (DEA)  | 각막 괴사, 피부 화상, 눈, 코, 목의 자극.                    |
| 아민 처리         | 황화 수소             | 호흡기 자극, 두통, 시각 장애, 눈 통증.                      |
| 아민 처리         | 이산화 탄소           | 두통, 어지럼증, 지각 이상, 불쾌감, 빠른맥.                  |
| 포화 가스 추출    | 황화 수소             | 호흡기 자극, 두통, 시각 장애, 눈 통증.                      |
| 포화 가스 추출    | 이산화 탄소           | 두통, 어지럼증, 지각 이상, 불쾌감, 빠른맥.                  |
| 포화 가스 추출    | 다이에탄올아민        | 각막 괴사, 피부 화상, 눈, 코, 목의 자극.                    |
| 포화 가스 추출    | 수산화 나트륨         | 점막, 피부 자극, 폐렴.                                      |
| 수소 생산         | 일산화 탄소           | 심전도 변화, 청색증, 두통, 허약.                            |
| 수소 생산         | 이산화 탄소           | 두통, 어지럼증, 지각 이상, 불쾌감, 빠른맥.                  |

### 물리적 위험
노동자들은 정유 공장의 비교적 가까운 곳에 많은 고출력 기계가 있기 때문에 물리적 부상의 위험에 노출된다. 많은 화학 반응에 필요한 높은 압력은 시스템 부품 폭발로 인한 둔상 또는 관통 외상으로 이어지는 국부적인 시스템 고장 가능성도 제시한다.
열 또한 위험 요소이다. 정제 과정에서 특정 반응의 적절한 진행을 위해 필요한 온도는 1,600 °F (870 °C)에 달할 수 있다. 화학 물질과 마찬가지로 운영 체제는 노동자에게 부상 없이 이 위험을 안전하게 포함하도록 설계되었다. 그러나 시스템 고장 시 이는 노동자 건강에 강력한 위협이 된다. 열 질환 또는 부상을 통한 직접적인 부상과 노동자가 과열된 시약/장비와 접촉할 경우 치명적인 화상을 입을 가능성이 모두 우려된다.
소음은 또 다른 위험 요소이다. 정유 공장은 매우 시끄러운 환경일 수 있으며, 이전에 노동자들의 청력 손실과 관련이 있는 것으로 나타났다. 정유 공장 내부 환경은 90dB를 초과하는 수준에 도달할 수 있다. 미국에서는 90dB의 평균이 8시간 작업일의 허용 노출 한계이다. 8시간 동안 85dB를 초과하는 평균 소음 노출은 노동자들의 청력을 정기적으로 평가하고 보호를 촉진하기 위한 청력 보존 프로그램을 필요로 한다. 노동자들의 청각 능력 정기 평가와 적절하게 검증된 청력 보호구의 충실한 사용은 이러한 프로그램의 필수적인 부분이다.
업계에만 국한된 것은 아니지만 정유 공장 노동자는 차량 관련 사고, 기계 관련 부상, 밀폐 공간 작업, 폭발/화재, 인체공학적 위험, 교대 근무 관련 수면 장애 및 낙상과 같은 위험에도 노출될 수 있다.

### 위험 관리
위험 통제 계층 이론은 정유 공장 및 노동자 안전 보장을 위한 노력에 적용될 수 있다.
위험 제거 및 위험 대체는 정유 공장에서는 거의 발생하지 않는다. 이는 많은 원자재, 폐기물, 최종 제품이 어떤 형태로든 유해하기 때문이다(예: 가연성, 발암성).
공학적 제어의 예로는 화재 감지/소화 시스템, 구조적 무결성 손실을 감지/예측하는 압력/화학 센서 및 탄화수소 유발 부식을 방지하기 위한 배관의 적절한 유지보수(구조적 고장으로 이어짐)가 포함된다. 정유 공장에서 사용되는 다른 예로는 내열/내화성을 향상시키기 위해 질석으로 강철 부품의 후속 건설 후 보호가 포함된다. 격벽은 화재 또는 기타 시스템 고장이 확산되어 구조물의 다른 영역에 영향을 미치는 것을 방지하는 데 도움이 될 수 있으며, 적절한 환경에서 안전하게 결합될 때까지 다른 화학 물질을 분리하여 위험한 반응을 방지하는 데 도움이 될 수 있다.
행정적 통제에는 정유 공장 청소, 유지보수 및 주기 전환 공정에 대한 세심한 계획과 감독이 포함된다. 이러한 공정은 많은 엔지니어링 통제가 중단되거나 억제될 때 발생하며 노동자에게 특히 위험할 수 있다. 시설의 한 부분의 유지보수가 유지보수를 수행하는 사람 또는 공장의 다른 영역의 노동자에게 위험한 노출을 유발하지 않도록 세부적인 조정이 필요하다. 관련된 많은 화학 물질의 고인화성으로 인해 흡연 구역은 엄격하게 통제되고 신중하게 배치된다.
개인 보호 장비(PPE)는 처리 또는 생산되는 특정 화학 물질에 따라 필요할 수 있다. 앞서 언급한 것처럼 부분적으로 완성된 제품 샘플링, 탱크 청소 및 기타 고위험 작업 중에는 특별한 주의가 필요하다. 이러한 활동에는 불침투성 겉옷, 산 후드, 일회용 작업복 등의 사용이 필요할 수 있다. 더 일반적으로, 운영 구역의 모든 인원은 적절한 청력 및 시력 보호 장비를 사용하고, 가연성 물질로 만든 옷(나일론, 다크론, 아크릴 또는 혼방)을 피하고, 긴 바지와 긴 소매를 착용해야 한다.

### 규제

#### 미국
정유 공장의 노동자 건강 및 안전은 미국 산업안전보건청(OSHA)과 미국 국립 직업안전위생연구소(NIOSH) 모두가 국가 수준에서 면밀히 모니터링한다. 연방 모니터링 외에도 캘리포니아주의 CalOSHA는 이 산업에서 노동자 건강을 보호하는 데 특히 적극적이었으며, 2017년에 정유 공장이 각 공정 안전 위험에 대해 "위험 통제 계층 분석"(위 "위험 통제" 섹션 참조)을 수행하도록 요구하는 정책을 채택했다. 안전 규정은 정유 산업 노동자의 부상률이 평균보다 낮다. 2018년 미국 노동 통계청 보고서에 따르면, 정유 공장 노동자의 직업성 상해율(정규직 노동자 100명당 OSHA 기록 가능한 사례 0.4건)은 모든 산업(3.1건), 석유 및 가스 추출(0.8건), 일반적인 석유 제조(1.3건)보다 현저히 낮다.
다음은 OSHA가 발행한 정유 공장 안전 규정 위반 중 가장 흔하게 참조되는 규정 목록이다.
- 가연성 및 인화성 액체 (29 CFR 1910.106)
- 위험 통신 (HazCom) 표준 (29 CFR 1910.1200)
- 허가 필요 밀폐 공간 (29 CFR 1910.146)
- 위험 (분류) 지역 (29 CFR 1910.307)
- 개인 보호 장비 (PPE) 표준 (29 CFR 1910.132)
- 위험 에너지 제어 (잠금/태그아웃) 표준 (29 CFR 1910.147)

## 부식

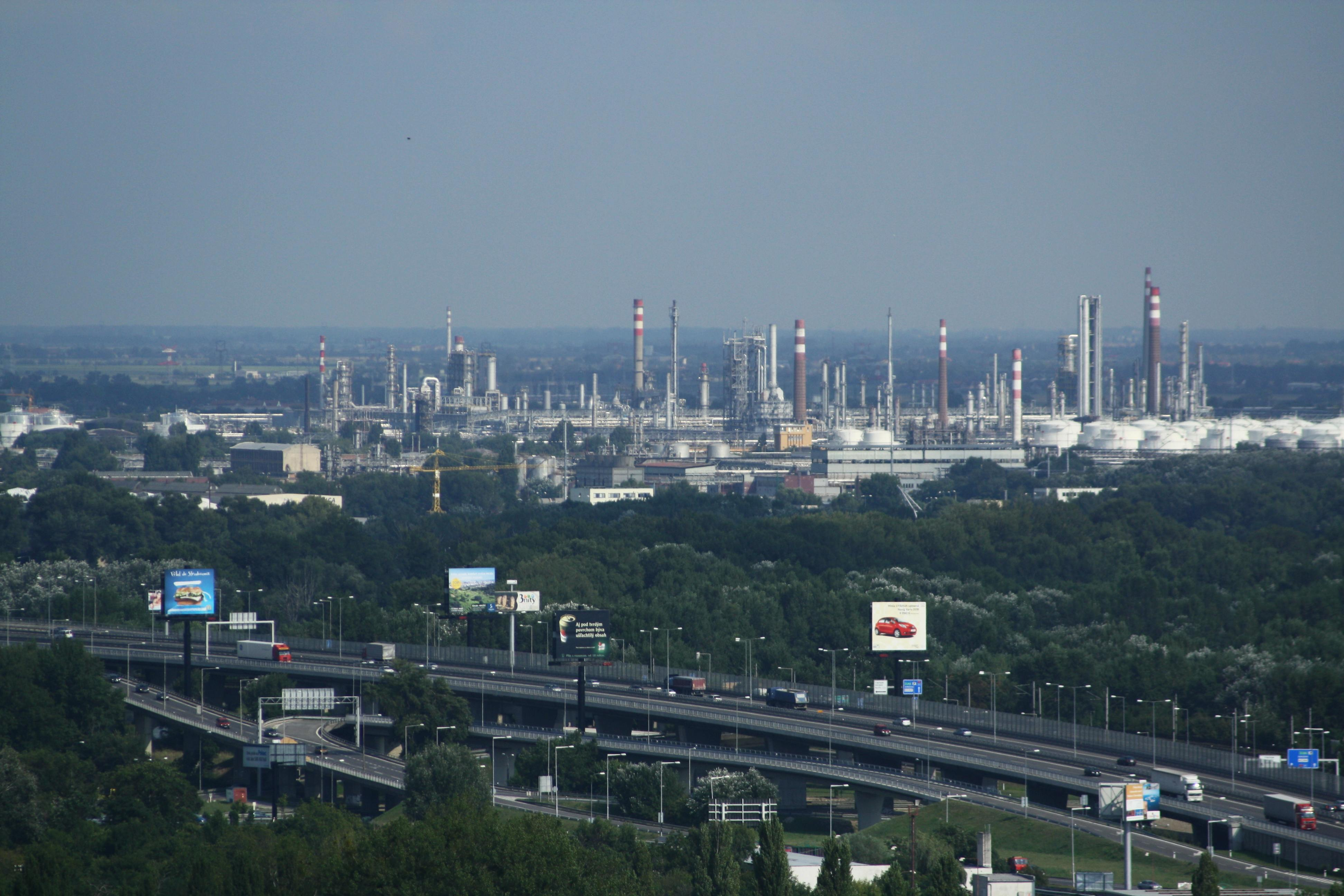
슬로브나프트 정유공장, 브라티슬라바

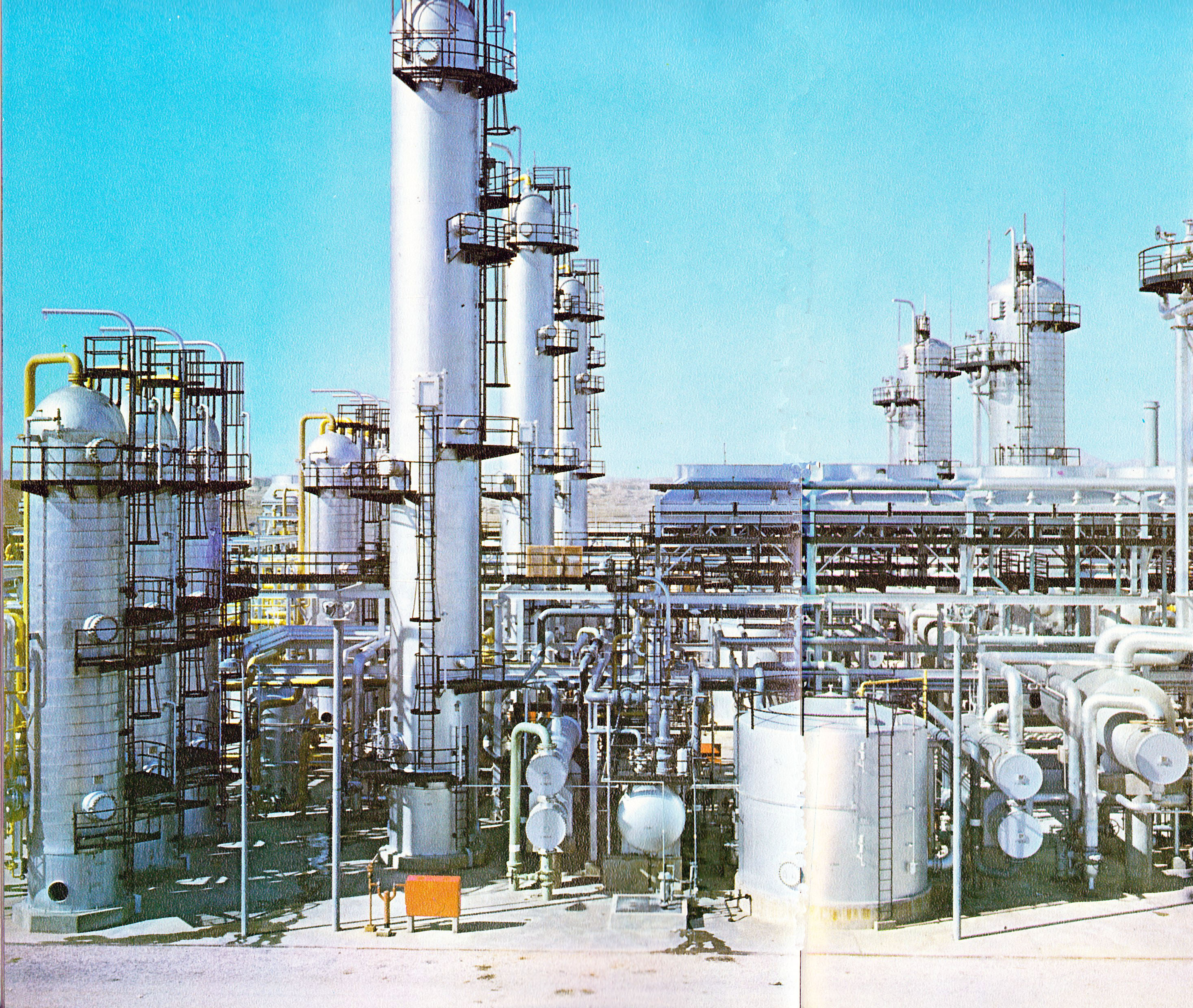
이란 정유 공장

금속 부품의 부식은 정제 과정의 주요 비효율성 요인이다. 장비 고장으로 이어지기 때문에 정유 공장 유지보수 일정의 주요 동인이다. 1996년 기준으로 미국 석유 산업에서 부식 관련 직접 비용은 37억 미국 달러로 추정된다.
부식은 정제 과정에서 물방울로 인한 점부식, 수소로 인한 취성, 황화물 공격으로 인한 응력 부식 균열 등 다양한 형태로 발생한다. 재료 관점에서 탄소강은 정유 공장 구성 요소의 80% 이상에 사용되며, 이는 저렴한 비용으로 유리하다. 탄소강은 특히 205°C 이하의 온도에서 탄화수소 불순물로 인한 가장 흔한 형태의 부식에 강하지만, 다른 부식성 화학 물질 및 환경은 모든 곳에서 사용을 제한한다. 일반적인 대체 재료는 크로뮴과 몰리브데넘을 포함하는 저합금강이며, 더 많은 크로뮴을 포함하는 스테인리스강은 더 부식적인 환경에 대처한다. 일반적으로 사용되는 더 비싼 재료는 니켈, 타이타늄, 구리 합금이다. 이들은 주로 극도로 높은 온도 및 매우 부식적인 화학 물질이 존재하는 가장 문제적인 영역에 사용된다.
부식은 복잡한 모니터링 시스템, 예방적 수리 및 신중한 재료 사용으로 방지된다. 모니터링 방법에는 유지보수 중에 수행되는 오프라인 점검과 온라인 모니터링이 포함된다. 오프라인 점검은 부식이 발생한 후 측정하여 엔지니어에게 수집된 과거 정보에 따라 장비를 교체해야 하는 시기를 알려준다. 이를 예방적 관리라고 한다.
온라인 시스템은 보다 현대적인 개발이며 부식 접근 방식에 혁명을 일으키고 있다. 선형 분극 저항, 전기 화학적 노이즈, 전기 저항과 같은 여러 유형의 온라인 부식 모니터링 기술이 있다. 과거에는 온라인 모니터링의 보고 속도가 일반적으로 느렸고(몇 분 또는 몇 시간) 공정 조건 및 오류 원인에 의해 제한되었지만, 새로운 기술은 분당 최대 두 번의 속도로 훨씬 더 높은 정확도로 보고할 수 있다(실시간 모니터링이라고 함). 이를 통해 공정 엔지니어는 부식을 시스템에서 최적화할 수 있는 또 다른 공정 변수로 취급할 수 있다. 공정 변경에 대한 즉각적인 응답은 부식 메커니즘을 제어하여 최소화하면서도 생산량을 극대화할 수 있다. 이상적인 상황에서 정확하고 실시간인 온라인 부식 정보를 확보하면 높은 부식률을 유발하는 조건을 식별하고 줄일 수 있다. 이는 예측적 관리로 알려져 있다.
재료 방법에는 응용 분야에 적합한 재료를 선택하는 것이 포함된다. 부식이 최소한인 영역에서는 저렴한 재료가 선호되지만, 심각한 부식이 발생할 수 있는 경우에는 더 비싸지만 오래 지속되는 재료를 사용해야 한다. 다른 재료 방법은 부식성 물질과 장비 금속 사이의 보호 장벽 형태로 제공된다. 이들은 표준 포틀랜드 시멘트와 같은 내화 재료 또는 용기의 내부 표면에 분사되는 기타 특수 내산성 시멘트의 라이닝일 수 있다. 또한 재료를 많이 사용하지 않고도 저렴한 금속을 부식으로부터 보호하는 더 비싼 금속의 얇은 오버레이도 사용할 수 있다.

## 같이 보기
- 산성 가스
- 대기 오염 물질 배출 계수 AP 42 편집
- API 유수 분리 장치
- 바이오리파이너리
- 에탄올 연료
- 부탄올 연료
- 배기가스연소탑
- H-바이오
- 산업 폐수 처리
- K 인자 (원유 정제)
- 정유 공장 목록
- 천연 가스 처리
- 넬슨 복잡도 지수
- 산성 가스
- 원유 상압 증류
- 석유 생산량에 따른 나라 목록

## 참고 문헌
- Deng, Yinke; Wang, Pinxing (2011). 《Ancient Chinese Inventions》. 케임브리지 대학교 출판부. ISBN 978-0-521-18692-6. OCLC 671710733.